# Liste der Spiele der Supercopa de España

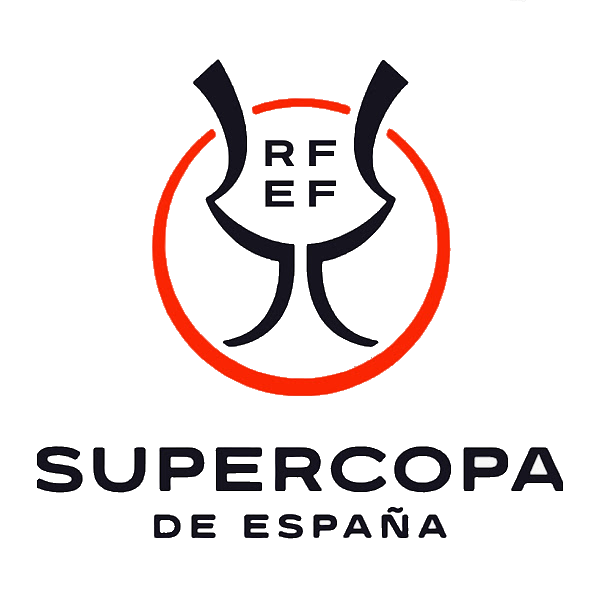
Logo der Supercopa de España

Die Liste der Spiele der Supercopa de España enthält die Spielberichte um die Supercopa de España im Fußball seit der Erstaustragung 1982.

## Supercopa de España 1982

### Hinspiel
| Real Madrid                                            | Real Madrid | Real Sociedad | Real Sociedad |
| ------------------------------------------------------ | --- | --- | ------------- |
| Real Madrid                                            | \| 13. Oktober 1982 in Madrid (Estadio Santiago Bernabéu) \| \| Ergebnis: 1:0 (1:0) \| \| Zuschauer: 45.000 \| \| Schiedsrichter: José María Enríquez Negreira \|                                                      | \| 13. Oktober 1982 in Madrid (Estadio Santiago Bernabéu) \| \| Ergebnis: 1:0 (1:0) \| \| Zuschauer: 45.000 \| \| Schiedsrichter: José María Enríquez Negreira \| | Real Sociedad |
| Real Madrid                                            | Agustín – Juan José, John Metgod, Paco Bonet, José Antonio Camacho – Ángel, Ricardo Gallego (83. Alfonso Fraile), Uli Stielike – Juanito, Santillana , Ito (45. Isidro) Cheftrainer: Alfredo Di Stéfano ( Argentinien) | Luis Arconada – Eliseo Murillo (12. José Diego), Inaxio Kortabarria, Alberto Górriz, Julio Olaizola – Genaro Celayeta, Javier Zubillaga, Jesús María Zamora – Pedro Uralde (76. José Mari Bakero), Jesús María Satrústegui, Roberto López Ufarte Cheftrainer: Alberto Ormaetxea | Real Sociedad |
| Real Madrid                                            | 1:0 John Metgod (44.) | | Real Sociedad |
| Real Madrid                                            | Ricardo Gallego (5.), Juanito (22.), Uli Stielike (34.), Ángel (68.), Agustín (69.) | Jesús María Zamora (26.), Julio Olaizola (29.), Pedro Uralde (55.), Inaxio Kortabarria (74.), Genaro Celayeta (83.), Alberto Górriz (85.) | Real Sociedad |
| Real Madrid                                            | Juanito (22.) | | Real Sociedad |
| 13. Oktober 1982 in Madrid (Estadio Santiago Bernabéu) | | |               |
| Ergebnis: 1:0 (1:0)                                    | | |               |
| Zuschauer: 45.000                                      | | |               |
| Schiedsrichter: José María Enríquez Negreira           | | |               |

### Rückspiel
| Real Sociedad                                          | Real Sociedad | Real Madrid | Real Madrid |
| ------------------------------------------------------ | --- | --- | ----------- |
| Real Sociedad                                          | \| 28. Dezember 1982 in San Sebastián (Estadio de Atocha) \| \| Ergebnis: 4:0 n. V. (1:0, 0:0) \| \| Zuschauer: 30.000 \| \| Schiedsrichter: José Donato Pes Pérez \|                                                                                          | \| 28. Dezember 1982 in San Sebastián (Estadio de Atocha) \| \| Ergebnis: 4:0 n. V. (1:0, 0:0) \| \| Zuschauer: 30.000 \| \| Schiedsrichter: José Donato Pes Pérez \|                                                                              | Real Madrid |
| Real Sociedad                                          | Luis Arconada – Eliseo Murillo (60. Luis Suquía), Agustín Gajate, Genaro Celayeta, Alberto Górriz – José Diego (60. Txiki Begiristain), Juan Antonio Larrañaga, Orbegozo – José Mari Bakero, Pedro Uralde, Roberto López Ufarte Cheftrainer: Alberto Ormaetxea | Agustín – Juan José, John Metgod, Paco Bonet, José Antonio Camacho – Ángel, Ricardo Gallego, Alfonso Fraile – Miguel Ángel Portugal (60. Isidoro San José), Francisco Pineda (82. Salguero), Isidro Cheftrainer: Alfredo Di Stéfano ( Argentinien) | Real Madrid |
| Real Sociedad                                          | 1:0 Pedro Uralde (53.) 2:0 Roberto López Ufarte (92.) 3:0 Pedro Uralde (102.) 4:0 Salguero (103., Eigentor) | | Real Madrid |
| Real Sociedad                                          | José Mari Bakero (14.), Luis Arconada (22.), Pedro Uralde (22.), Agustín Gajate (63.), Juan Antonio Larrañaga (74.) | Isidro (53.) | Real Madrid |
| Real Sociedad                                          | Juan José (22.), Ángel (71.) | | Real Madrid |
| 28. Dezember 1982 in San Sebastián (Estadio de Atocha) | | |             |
| Ergebnis: 4:0 n. V. (1:0, 0:0)                         | | |             |
| Zuschauer: 30.000                                      | | |             |
| Schiedsrichter: José Donato Pes Pérez                  | | |             |

## Supercopa de España 1983

### Hinspiel
| Athletic Bilbao                        | Athletic Bilbao | FC Barcelona | FC Barcelona |
| -------------------------------------- | --- | --- | ------------ |
| Athletic Bilbao                        | \| 26. Oktober 1983 in Bilbao (San Mamés) \| \| Ergebnis: 1:3 (1:1) \| \| Zuschauer: 38.000 \| \| Schiedsrichter: García de Loza \| | \| 26. Oktober 1983 in Bilbao (San Mamés) \| \| Ergebnis: 1:3 (1:1) \| \| Zuschauer: 38.000 \| \| Schiedsrichter: García de Loza \| | FC Barcelona |
| Athletic Bilbao                        | Andoni Zubizarreta – Santiago Urquiaga, Iñigo Liceranzu, Patxi Salinas, Luis de la Fuente (63. Miguel Ángel Solá) – Miguel de Andrés, José Ramón Gallego (63. Juan José Elgezabal), Ismael Urtubi – José María Noriega, Manuel Sarabia, Estanislao Argote Cheftrainer: Javier Clemente | Urruti – José Ramón Alexanko, Migueli, Julio Alberto, José Vicente Sánchez – Periko Alonso, Esteban Vigo (73. Juan Carlos Rojo), Víctor Muñoz – Francisco Carrasco, Urbano Ortega, Marcos Alonso (82. Paco Clos) Cheftrainer: César Luis Menotti ( Argentinien) | FC Barcelona |
| Athletic Bilbao                        | 1:1 Manuel Sarabia (45.) | 0:1 José Ramón Alexanko (31.) 1:2 Francisco Carrasco (48.) 1:3 Juan Carlos Rojo (77.) | FC Barcelona |
| 26. Oktober 1983 in Bilbao (San Mamés) | | |              |
| Ergebnis: 1:3 (1:1)                    | | |              |
| Zuschauer: 38.000                      | | |              |
| Schiedsrichter: García de Loza         | | |              |

### Rückspiel
| FC Barcelona                              | FC Barcelona | Athletic Bilbao | Athletic Bilbao |
| ----------------------------------------- | --- | --- | --------------- |
| FC Barcelona                              | \| 30. November 1983 in Barcelona (Camp Nou) \| \| Ergebnis: 0:1 (0:1) \| \| Zuschauer: 18.000 \| \| Schiedsrichter: Emilio Soriano Aladrén \| | \| 30. November 1983 in Barcelona (Camp Nou) \| \| Ergebnis: 0:1 (0:1) \| \| Zuschauer: 18.000 \| \| Schiedsrichter: Emilio Soriano Aladrén \|                                                                                | Athletic Bilbao |
| FC Barcelona                              | Urruti – José Ramón Alexanko, Migueli, Julio Alberto, José Vicente Sánchez – Periko Alonso, Esteban Vigo (46. Pichi Alonso), Víctor Muñoz – Francisco Carrasco, Urbano Ortega (67. Quini), Marcos Alonso Cheftrainer: César Luis Menotti ( Argentinien) | Andoni Zubizarreta – Santiago Urquiaga, Patxi Bolaños, Genar Andrinúa, Luis de la Fuente – Patxi Salinas, Edorta Murúa, Miguel Ángel Solá (30. Pizo Gómez), Rubén Bilbao – Endika, Julio Salinas Cheftrainer: Javier Clemente | Athletic Bilbao |
| FC Barcelona                              | 0:1 Endika (2.) | | Athletic Bilbao |
| FC Barcelona                              | Julio Alberto (26.), Esteban Vigo (32.) | Patxi Salinas (25.), Edorta Murúa (48.) | Athletic Bilbao |
| 30. November 1983 in Barcelona (Camp Nou) | | |                 |
| Ergebnis: 0:1 (0:1)                       | | |                 |
| Zuschauer: 18.000                         | | |                 |
| Schiedsrichter: Emilio Soriano Aladrén    | | |                 |

## Supercopa de España 1984
Athletic Bilbao wurde als Meister und Pokalsieger automatisch zum Gewinner des Supercups ernannt.

## Supercopa de España 1985

### Hinspiel
| Atlético Madrid                                      | Atlético Madrid | FC Barcelona | FC Barcelona |
| ---------------------------------------------------- | --- | --- | ------------ |
| Atlético Madrid                                      | \| 9. Oktober 1985 in Madrid (Estadio Vicente Calderón) \| \| Ergebnis: 3:1 (1:1) \| \| Schiedsrichter: Miguel Ángel Marín López \| | \| 9. Oktober 1985 in Madrid (Estadio Vicente Calderón) \| \| Ergebnis: 3:1 (1:1) \| \| Schiedsrichter: Miguel Ángel Marín López \|                                                              | FC Barcelona |
| Atlético Madrid                                      | Ubaldo Fillol – Tomás Reñones, Juan Carlos Arteche, Miguel Ángel Ruiz , Clemente Villaverde – Roberto Marina (62. Julio Prieto), Jesús Landáburu, Quique Setién, Quique Ramos – Mario Cabrera, Juan José Rubio (71. Jorge da Silva) Cheftrainer: Luis Aragonés | Amador – Gerardo, Migueli, José Ramón Alexanko , Julio Alberto – José Moratalla, Víctor Muñoz, Ramón Calderé – Juan Carlos Rojo, Marcos Alonso, Paco Clos Cheftrainer: Terry Venables ( England) | FC Barcelona |
| Atlético Madrid                                      | 1:1 Mario Cabrera (40.) 2:1 Miguel Ángel Ruiz (52.) 3:1 Jorge da Silva (76.) | 0:1 Paco Clos (31.) | FC Barcelona |
| Atlético Madrid                                      | Juan Carlos Arteche (74.) | Paco Clos (37.), Víctor Muñoz (38.), Ramón Calderé (54.), Gerardo (75.) | FC Barcelona |
| 9. Oktober 1985 in Madrid (Estadio Vicente Calderón) | | |              |
| Ergebnis: 3:1 (1:1)                                  | | |              |
| Schiedsrichter: Miguel Ángel Marín López             | | |              |

### Rückspiel
| FC Barcelona                               | FC Barcelona | Atlético Madrid | Atlético Madrid |
| ------------------------------------------ | --- | --- | --------------- |
| FC Barcelona                               | \| 30. Oktober 1985 in Barcelona (Camp Nou) \| \| Ergebnis: 1:0 (1:0) \| \| Schiedsrichter: Ildefonso Urízar Azpitarte \| | \| 30. Oktober 1985 in Barcelona (Camp Nou) \| \| Ergebnis: 1:0 (1:0) \| \| Schiedsrichter: Ildefonso Urízar Azpitarte \| | Atlético Madrid |
| FC Barcelona                               | Urruti – José Moratalla, Manolo, José Ramón Alexanko (46. Esteban Fradera), Julio Alberto – Víctor Muñoz, Bernd Schuster , Marcos Alonso – Francisco Carrasco, Raúl Amarilla (65. Pichi Alonso), Steve Archibald Cheftrainer: Terry Venables ( England) | Ángel Jesús Mejías – Julio Prieto, Juan Carlos Arteche, Miguel Ángel Ruiz , Tomás Reñones – Roberto Marina, Jesús Landáburu, Quique Setién (46. Clemente Villaverde), Quique Ramos – Mario Cabrera, Jorge da Silva (59. Juan José Rubio) Cheftrainer: Luis Aragonés | Atlético Madrid |
| FC Barcelona                               | 1:0 José Ramón Alexanko (32.) | | Atlético Madrid |
| FC Barcelona                               | Marcos Alonso (56.) | Ángel Jesús Mejías (78.) | Atlético Madrid |
| 30. Oktober 1985 in Barcelona (Camp Nou)   | | |                 |
| Ergebnis: 1:0 (1:0)                        | | |                 |
| Schiedsrichter: Ildefonso Urízar Azpitarte | | |                 |

## Supercopa de España 1986
Meister Real Madrid und Pokalsieger Real Saragossa konnten sich auf keine Spieltermine einigen.

## Supercopa de España 1987
Meister Real Madrid und Pokalsieger Real Sociedad konnten sich auf keine Spieltermine einigen.

## Supercopa de España 1988

### Hinspiel
| Real Madrid                                              | Real Madrid | FC Barcelona | FC Barcelona |
| -------------------------------------------------------- | --- | --- | ------------ |
| Real Madrid                                              | \| 21. September 1988 in Madrid (Estadio Santiago Bernabéu) \| \| Ergebnis: 2:0 (0:0) \| \| Zuschauer: 70.000 \| \| Schiedsrichter: Ildefonso Urizar Azpitarte \| | \| 21. September 1988 in Madrid (Estadio Santiago Bernabéu) \| \| Ergebnis: 2:0 (0:0) \| \| Zuschauer: 70.000 \| \| Schiedsrichter: Ildefonso Urizar Azpitarte \| | FC Barcelona |
| Real Madrid                                              | Francisco Buyo – Jesús Solana, Miguel Tendillo, Manolo Sanchís, Esteban Gutiérrez – Míchel, Bernd Schuster, Ricardo Gallego , Rafael Martín Vázquez (66. Rafael Gordillo) – Emilio Butragueño (78. Paco Llorente), Hugo Sánchez Cheftrainer: Leo Beenhakker ( Niederlande) | Andoni Zubizarreta – Luis López Rekarte, José Ramón Alexanko , Julio Alberto (46. Urbano), Miquel Soler – Luis Milla, Roberto, José Mari Bakero – Francisco Carrasco (69. Eusebio Sacristán), Julio Salinas, Txiki Begiristain Cheftrainer: Johan Cruyff ( Niederlande) | FC Barcelona |
| Real Madrid                                              | 1:0 Míchel (71.) 2:0 Hugo Sánchez (78.) | | FC Barcelona |
| Real Madrid                                              | Hugo Sánchez (33.), Bernd Schuster (77.) | Luis López Rekarte (8.) | FC Barcelona |
| 21. September 1988 in Madrid (Estadio Santiago Bernabéu) | | |              |
| Ergebnis: 2:0 (0:0)                                      | | |              |
| Zuschauer: 70.000                                        | | |              |
| Schiedsrichter: Ildefonso Urizar Azpitarte               | | |              |

### Rückspiel
| FC Barcelona                               | FC Barcelona | Real Madrid | Real Madrid |
| ------------------------------------------ | --- | --- | ----------- |
| FC Barcelona                               | \| 29. September 1988 in Barcelona (Camp Nou) \| \| Ergebnis: 2:1 (1:1) \| \| Zuschauer: 55.000 \| \| Schiedsrichter: José Donato Pes Pérez \| | \| 29. September 1988 in Barcelona (Camp Nou) \| \| Ergebnis: 2:1 (1:1) \| \| Zuschauer: 55.000 \| \| Schiedsrichter: José Donato Pes Pérez \| | Real Madrid |
| FC Barcelona                               | Andoni Zubizarreta – Miquel Soler (46. Gary Lineker), Ricardo Serna, Luis López Rekarte – Roberto, José Mari Bakero, Eusebio Sacristán, Urbano – Francisco Carrasco (81. Luis Milla), Julio Salinas, Txiki Begiristain Cheftrainer: Johan Cruyff ( Niederlande) | Francisco Buyo – Jesús Solana, Miguel Tendillo, Ricardo Gallego , Esteban Gutiérrez – Míchel, Bernd Schuster, Manolo Sanchís, Rafael Martín Vázquez – Emilio Butragueño (81. Rafael Gordillo), Hugo Sánchez Cheftrainer: Leo Beenhakker ( Niederlande) | Real Madrid |
| FC Barcelona                               | 1:1 José Mari Bakero (37.) 2:1 José Mari Bakero (77.) | 0:1 Emilio Butragueño (14.) | Real Madrid |
| FC Barcelona                               | Míchel (6.), Rafael Martín Vázquez (45.) | | Real Madrid |
| 29. September 1988 in Barcelona (Camp Nou) | | |             |
| Ergebnis: 2:1 (1:1)                        | | |             |
| Zuschauer: 55.000                          | | |             |
| Schiedsrichter: José Donato Pes Pérez      | | |             |

## Supercopa de España 1989
Real Madrid wurde als Meister und Pokalsieger automatisch zum Gewinner des Supercups ernannt.

## Supercopa de España 1990

### Hinspiel
| FC Barcelona                             | FC Barcelona | Real Madrid | Real Madrid |
| ---------------------------------------- | --- | --- | ----------- |
| FC Barcelona                             | \| 5. Dezember 1990 in Barcelona (Camp Nou) \| \| Ergebnis: 0:1 (0:0) \| \| Zuschauer: 50.000 \| \| Schiedsrichter: Urizar Azpitarte \| | \| 5. Dezember 1990 in Barcelona (Camp Nou) \| \| Ergebnis: 0:1 (0:0) \| \| Zuschauer: 50.000 \| \| Schiedsrichter: Urizar Azpitarte \| | Real Madrid |
| FC Barcelona                             | Andoni Zubizarreta – Lluís Carreras (59. Urbano), Álex García, Miquel Soler, Sebastián Herrera – Nando, Guillermo Amor, Luis López Rekarte, Eusebio Sacristán – Christo Stoitschkow, Julio Salinas Cheftrainer: Johan Cruyff ( Niederlande) | Francisco Buyo – Chendo , Predrag Spasić, Jesús Solana, Manolo Sanchís – Francisco Villarroya, Míchel (86. Gheorghe Hagi), Fernando Hierro, Santiago Aragón (78. Adolfo Aldana) – Emilio Butragueño, Hugo Sánchez Cheftrainer: Alfredo Di Stéfano ( Argentinien) | Real Madrid |
| FC Barcelona                             | 0:1 Míchel (55.) | | Real Madrid |
| FC Barcelona                             | Sebastián Herrera (27.), Christo Stoitschkow (41.) | Predrag Spasic (15.), Manolo Sanchís (49.), Hugo Sánchez (89.) | Real Madrid |
| FC Barcelona                             | Christo Stoitschkow (41.) | | Real Madrid |
| 5. Dezember 1990 in Barcelona (Camp Nou) | | |             |
| Ergebnis: 0:1 (0:0)                      | | |             |
| Zuschauer: 50.000                        | | |             |
| Schiedsrichter: Urizar Azpitarte         | | |             |

### Rückspiel
| Real Madrid                                             | Real Madrid | FC Barcelona | FC Barcelona |
| ------------------------------------------------------- | --- | --- | ------------ |
| Real Madrid                                             | \| 12. Dezember 1990 in Madrid (Estadio Santiago Bernabéu) \| \| Ergebnis: 4:1 (2:1) \| \| Zuschauer: 70.000 \| \| Schiedsrichter: Joaquín Urío Velázquez \| | \| 12. Dezember 1990 in Madrid (Estadio Santiago Bernabéu) \| \| Ergebnis: 4:1 (2:1) \| \| Zuschauer: 70.000 \| \| Schiedsrichter: Joaquín Urío Velázquez \| | FC Barcelona |
| Real Madrid                                             | Francisco Buyo – Chendo , Francisco Villarroya, Jesús Solana, Manolo Sanchís – Míchel, Fernando Hierro, Juan José Maqueda, Santiago Aragón – Emilio Butragueño (76. Adolfo Aldana), Hugo Sánchez (76. Sebastián Losada) Cheftrainer: Alfredo Di Stéfano ( Argentinien) | Andoni Zubizarreta – Ricardo Serna, Álex García, Miquel Soler, Sebastián Herrera – Guillermo Amor, Eusebio Sacristán, Michael Laudrup (71. Luis López Rekarte) – Txiki Begiristain (46. Lluís Carreras), Jon Andoni Goikoetxea, Julio Salinas Cheftrainer: Johan Cruyff ( Niederlande) | FC Barcelona |
| Real Madrid                                             | 1:1 Emilio Butragueño (21.) 2:1 Emilio Butragueño (44.) 3:1 Hugo Sánchez (56.) 4:1 Santiago Aragón (70.) | 0:1 Jon Andoni Goikoetxea (20.) | FC Barcelona |
| Real Madrid                                             | Fernando Hierro (19.), Jesús Solana (60.) | Alex García (14.), Sebastián Herrera (23.), Guillermo Amor (40.) | FC Barcelona |
| 12. Dezember 1990 in Madrid (Estadio Santiago Bernabéu) | | |              |
| Ergebnis: 4:1 (2:1)                                     | | |              |
| Zuschauer: 70.000                                       | | |              |
| Schiedsrichter: Joaquín Urío Velázquez                  | | |              |

## Supercopa de España 1991

### Hinspiel
| Atlético Madrid                                       | Atlético Madrid | FC Barcelona | FC Barcelona |
| ----------------------------------------------------- | --- | --- | ------------ |
| Atlético Madrid                                       | \| 15. Oktober 1991 in Madrid (Estadio Vicente Calderón) \| \| Ergebnis: 0:1 (0:0) \| \| Zuschauer: 15.000 \| \| Schiedsrichter: José Merino Gonzalez \|                                                     | \| 15. Oktober 1991 in Madrid (Estadio Vicente Calderón) \| \| Ergebnis: 0:1 (0:0) \| \| Zuschauer: 15.000 \| \| Schiedsrichter: José Merino Gonzalez \| | FC Barcelona |
| Atlético Madrid                                       | Diego – Juanma López, Toni, Pedro, Patxi Ferreira – Donato, Alfredo Santaelena (67. Miquel Soler), Pizo Gómez, Carlos Aguilera – Sebastián Losada (55. Juan Sabas), Gerhard Rodax Cheftrainer: Luis Aragonés | Andoni Zubizarreta – Nando, Ricardo Serna, Juan Carlos, Cristóbal – Miguel Ángel Nadal, Guillermo Amor, Pep Guardiola, Eusebio Sacristán (70. Txiki Begiristain) – Michael Laudrup, Julio Salinas (79. Antonio Pinilla) Cheftrainer: Johan Cruyff ( Niederlande) | FC Barcelona |
| Atlético Madrid                                       | 0:1 Guillermo Amor (86.) | | FC Barcelona |
| Atlético Madrid                                       | Nando (11.), Pep Guardiola (34.) | | FC Barcelona |
| 15. Oktober 1991 in Madrid (Estadio Vicente Calderón) | | |              |
| Ergebnis: 0:1 (0:0)                                   | | |              |
| Zuschauer: 15.000                                     | | |              |
| Schiedsrichter: José Merino Gonzalez                  | | |              |

### Rückspiel
| FC Barcelona                             | FC Barcelona | Atlético Madrid | Atlético Madrid |
| ---------------------------------------- | --- | --- | --------------- |
| FC Barcelona                             | \| 29. Oktober 1991 in Barcelona (Camp Nou) \| \| Ergebnis: 1:1 (0:1) \| \| Zuschauer: 45.000 \| \| Schiedsrichter: José Luis Pajares Paz \| | \| 29. Oktober 1991 in Barcelona (Camp Nou) \| \| Ergebnis: 1:1 (0:1) \| \| Zuschauer: 45.000 \| \| Schiedsrichter: José Luis Pajares Paz \|                                                                         | Atlético Madrid |
| FC Barcelona                             | Andoni Zubizarreta – Nando, Albert Ferrer, Ronald Koeman, Cristóbal – José Mari Bakero, Guillermo Amor, Pep Guardiola, Eusebio Sacristán (56. Txiki Begiristain), Richard Witschge – Julio Salinas (64. Christo Stoitschkow) Cheftrainer: Johan Cruyff ( Niederlande) | Diego – Roberto Solozábal, Toni, Pedro, Patxi Ferreira – Donato, Alfredo Santaelena, Pizo Gómez, Carlos Aguilera (62. Manolo Alfaro), Juan Vizcaíno (51. Juanma López) – Sebastián Losada Cheftrainer: Luis Aragonés | Atlético Madrid |
| FC Barcelona                             | 1:1 José Mari Bakero (69.) | 0:1 Alfredo Santaelena (39.) | Atlético Madrid |
| FC Barcelona                             | Eusebio Sacristán (48.), Christo Stoitschkow (78.) | Juanma López (55.) | Atlético Madrid |
| 29. Oktober 1991 in Barcelona (Camp Nou) | | |                 |
| Ergebnis: 1:1 (0:1)                      | | |                 |
| Zuschauer: 45.000                        | | |                 |
| Schiedsrichter: José Luis Pajares Paz    | | |                 |

## Supercopa de España 1992

### Hinspiel
| FC Barcelona                             | FC Barcelona | Atlético Madrid | Atlético Madrid |
| ---------------------------------------- | --- | --- | --------------- |
| FC Barcelona                             | \| 28. Oktober 1992 in Barcelona (Camp Nou) \| \| Ergebnis: 3:1 (0:1) \| \| Zuschauer: 32.000 \| \| Schiedsrichter: Juan Ansuátegui Roca \| | \| 28. Oktober 1992 in Barcelona (Camp Nou) \| \| Ergebnis: 3:1 (0:1) \| \| Zuschauer: 32.000 \| \| Schiedsrichter: Juan Ansuátegui Roca \|                                                                                            | Atlético Madrid |
| FC Barcelona                             | Andoni Zubizarreta – Albert Ferrer, Miguel Ángel Nadal, Richard Witschge – Guillermo Amor, José Mari Bakero (65. Txiki Begiristain), Eusebio Sacristán, Jon Andoni Goikoetxea – Michael Laudrup (46. Pep Guardiola), Christo Stoitschkow, Julio Salinas Cheftrainer: Johan Cruyff ( Niederlande) | Abel Resino – Tomás Reñones, Pedro, Juanma López, Roberto Solozábal – Donato, Patxi Ferreira, Carlos Aguilera (56. Alfredo Santaelena), Juan Vizcaíno – Gabriel Moya, Paulo Futre (66. Luis García Postigo) Cheftrainer: Luis Aragonés | Atlético Madrid |
| FC Barcelona                             | 1:1 Julio Salinas (64.) 2:1 Txiki Begiristain (73.) 3:1 Txiki Begiristain (85.) | 0:1 Patxi Ferreira (16.) | Atlético Madrid |
| FC Barcelona                             | Guillermo Amor (28.), | Patxi Ferreira (14.), Juanma López (90.) | Atlético Madrid |
| 28. Oktober 1992 in Barcelona (Camp Nou) | | |                 |
| Ergebnis: 3:1 (0:1)                      | | |                 |
| Zuschauer: 32.000                        | | |                 |
| Schiedsrichter: Juan Ansuátegui Roca     | | |                 |

### Rückspiel
| Atlético Madrid                                        | Atlético Madrid | FC Barcelona | FC Barcelona |
| ------------------------------------------------------ | --- | --- | ------------ |
| Atlético Madrid                                        | \| 11. November 1992 in Madrid (Estadio Vicente Calderón) \| \| Ergebnis: 1:2 (1:1) \| \| Zuschauer: 15.000 \| \| Schiedsrichter: Miguel Ángel Marín López \|                                                        | \| 11. November 1992 in Madrid (Estadio Vicente Calderón) \| \| Ergebnis: 1:2 (1:1) \| \| Zuschauer: 15.000 \| \| Schiedsrichter: Miguel Ángel Marín López \| | FC Barcelona |
| Atlético Madrid                                        | Abel Resino – Tomás Reñones, Pedro (65. Manuel Alfaro), Carlos Aguilera, Roberto Solozábal – Donato, Antonio Orejuela, Juan Vizcaíno – Manolo, Gabriel Moya (82. Juan Sabas), Paulo Futre Cheftrainer: Luis Aragonés | Andoni Zubizarreta – Albert Ferrer, Miguel Ángel Nadal, Ronald Koeman – Guillermo Amor, José Mari Bakero (59. Juan Carlos), Pep Guardiola (78. José Ramón Alexanko), Jon Andoni Goikoetxea – Michael Laudrup, Christo Stoitschkow, Txiki Begiristain Cheftrainer: Johan Cruyff ( Niederlande) | FC Barcelona |
| Atlético Madrid                                        | 1:1 Manolo (30.) | 0:1 Txiki Begiristain (21.) 1:2 Christo Stoitschkow (57.) | FC Barcelona |
| Atlético Madrid                                        | Paulo Futre (50.) | Christo Stoitschkow (2.), Albert Ferrer (70.), Pep Guardiola (75.) | FC Barcelona |
| 11. November 1992 in Madrid (Estadio Vicente Calderón) | | |              |
| Ergebnis: 1:2 (1:1)                                    | | |              |
| Zuschauer: 15.000                                      | | |              |
| Schiedsrichter: Miguel Ángel Marín López               | | |              |

## Supercopa de España 1993

### Hinspiel
| Real Madrid                                            | Real Madrid | FC Barcelona | FC Barcelona |
| ------------------------------------------------------ | --- | --- | ------------ |
| Real Madrid                                            | \| 2. Dezember 1993 in Madrid (Estadio Santiago Bernabéu) \| \| Ergebnis: 3:1 (1:1) \| \| Zuschauer: 15.000 \| \| Schiedsrichter: Miguel Ángel Marín López \|                                                          | \| 2. Dezember 1993 in Madrid (Estadio Santiago Bernabéu) \| \| Ergebnis: 3:1 (1:1) \| \| Zuschauer: 15.000 \| \| Schiedsrichter: Miguel Ángel Marín López \| | FC Barcelona |
| Real Madrid                                            | Francisco Buyo – Fernando Hierro, Manolo Sanchís (75. Nando), Mikel Lasa, Rafael Alkorta – Míchel, Luis Milla, Robert Prosinečki – Luis Enrique, Alfonso, Iván Zamorano (66. Peter Dubovský) Cheftrainer: Benito Floro | Carles Busquets – Albert Ferrer, Sergi Barjuan, Miguel Ángel Nadal – Iván Iglesias, José Mari Bakero (59. Guillermo Amor), Pep Guardiola, Eusebio Sacristán – Michael Laudrup (58. Ronnie Ekelund), Christo Stoitschkow, Romário Cheftrainer: Johan Cruyff ( Niederlande) | FC Barcelona |
| Real Madrid                                            | 1:1 Alfonso (33.) 2:1 Iván Zamorano (55.) 3:1 Alfonso (85.) | 0:1 Christo Stoitschkow (15.) | FC Barcelona |
| Real Madrid                                            | Míchel (69.), Alfonso (80.) | Iván Iglesias (22.), Pep Guardiola (25.) | FC Barcelona |
| 2. Dezember 1993 in Madrid (Estadio Santiago Bernabéu) | | |              |
| Ergebnis: 3:1 (1:1)                                    | | |              |
| Zuschauer: 15.000                                      | | |              |
| Schiedsrichter: Miguel Ángel Marín López               | | |              |

### Rückspiel
| FC Barcelona                              | FC Barcelona | Real Madrid | Real Madrid |
| ----------------------------------------- | --- | --- | ----------- |
| FC Barcelona                              | \| 16. Dezember 1993 in Barcelona (Camp Nou) \| \| Ergebnis: 1:1 (0:1) \| \| Zuschauer: 32.000 \| \| Schiedsrichter: Manuel Díaz Vega \| | \| 16. Dezember 1993 in Barcelona (Camp Nou) \| \| Ergebnis: 1:1 (0:1) \| \| Zuschauer: 32.000 \| \| Schiedsrichter: Manuel Díaz Vega \|                                                                           | Real Madrid |
| FC Barcelona                              | Carles Busquets – Albert Ferrer, Sergi Barjuan, Ronald Koeman – Guillermo Amor, José Mari Bakero , Pep Guardiola, Jon Andoni Goikoetxea – Txiki Begiristain (50. Michael Laudrup), Christo Stoitschkow (50. Quique Estebaranz), Romário Cheftrainer: Johan Cruyff ( Niederlande) | Francisco Buyo – Fernando Hierro (78. Luis Ramis), Manolo Sanchís (87. Nando), Mikel Lasa, Rafael Alkorta – Míchel, Luis Milla, Robert Prosinečki – Luis Enrique, Alfonso, Iván Zamorano Cheftrainer: Benito Floro | Real Madrid |
| FC Barcelona                              | 1:1 José Mari Bakero (65.) | 0:1 Iván Zamorano (21.) | Real Madrid |
| FC Barcelona                              | José Mari Bakero (23.), Ronald Koeman (44.), Sergi Barjuán (52.) | Alfonso (27.), Francisco Buyo (69.), Fernando Hierro (76.), Míchel (86.) | Real Madrid |
| FC Barcelona                              | Ronald Koeman (88.) | | Real Madrid |
| 16. Dezember 1993 in Barcelona (Camp Nou) | | |             |
| Ergebnis: 1:1 (0:1)                       | | |             |
| Zuschauer: 32.000                         | | |             |
| Schiedsrichter: Manuel Díaz Vega          | | |             |

## Supercopa de España 1994

### Hinspiel
| Real Saragossa                             | Real Saragossa | FC Barcelona | FC Barcelona |
| ------------------------------------------ | --- | --- | ------------ |
| Real Saragossa                             | \| 27. August 1994 in Saragossa (La Romareda) \| \| Ergebnis: 0:2 (0:1) \| \| Zuschauer: 15.000 \| \| Schiedsrichter: Antonio Martín Navarrete \|                                                                                        | \| 27. August 1994 in Saragossa (La Romareda) \| \| Ergebnis: 0:2 (0:1) \| \| Zuschauer: 15.000 \| \| Schiedsrichter: Antonio Martín Navarrete \| | FC Barcelona |
| Real Saragossa                             | Andoni Cedrún – Alberto Belsué, Jesús Solana, Xavier Aguado, Fernando Cáceres – Geli, Miguel Pardeza (75. Nayim), Santiago Aragón – Juan Esnáider, Gustavo Poyet, Francisco Higuera (80. José Luis Loreto) Cheftrainer: Víctor Fernández | Carles Busquets – Abelardo, Sergi Barjuan, Sánchez Jara, Ronald Koeman – Iván Iglesias (57. Pep Guardiola), Guillermo Amor, Xabier Eskurza, José Mari Bakero , Gheorghe Hagi (65. Eusebio Sacristán) – Christo Stoitschkow Cheftrainer: Johan Cruyff ( Niederlande) | FC Barcelona |
| Real Saragossa                             | 0:1 Christo Stoitschkow (45.) 0:2 Guillermo Amor (64.) | | FC Barcelona |
| Real Saragossa                             | Fernando Cáceres (34.), Juan Esnáider (51.), Francisco Higuera (69.), Xavier Aguado (82.) | Ronald Koeman (27.), Guillermo Amor (34.), Carles Busquets (37.) | FC Barcelona |
| 27. August 1994 in Saragossa (La Romareda) | | |              |
| Ergebnis: 0:2 (0:1)                        | | |              |
| Zuschauer: 15.000                          | | |              |
| Schiedsrichter: Antonio Martín Navarrete   | | |              |

### Rückspiel
| FC Barcelona                            | FC Barcelona | Real Saragossa | Real Saragossa |
| --------------------------------------- | --- | --- | -------------- |
| FC Barcelona                            | \| 30. August 1994 in Barcelona (Camp Nou) \| \| Ergebnis: 4:5 (1:3) \| \| Zuschauer: 70.000 \| \| Schiedsrichter: Antonio López Nieto \| | \| 30. August 1994 in Barcelona (Camp Nou) \| \| Ergebnis: 4:5 (1:3) \| \| Zuschauer: 70.000 \| \| Schiedsrichter: Antonio López Nieto \| | Real Saragossa |
| FC Barcelona                            | Julen Lopetegui – Abelardo, Miguel Ángel Nadal, Sánchez Jara, Albert Ferrer – Iván Iglesias, Guillermo Amor (66. Jordi Cruyff), Pep Guardiola, Eusebio Sacristán , Gheorghe Hagi (10. Txiki Begiristain, 90. Carles Busquets) – Christo Stoitschkow Cheftrainer: Johan Cruyff ( Niederlande) | Andoni Cedrún – Alberto Belsué, Jesús Solana, Xavier Aguado, Fernando Cáceres – Geli, Miguel Pardeza (70. Jesús García Sanjuán), Santiago Aragón – Juan Esnáider, Gustavo Poyet (75. Darío Franco), Francisco Higuera Cheftrainer: Víctor Fernández | Real Saragossa |
| FC Barcelona                            | 1:1 Txiki Begiristain (13.) 2:3 Christo Stoitschkow (50.) 3:3 Christo Stoitschkow (69., Handelfmeter) 4:4 Txiki Begiristain (87.) | 0:1 Alberto Belsué (10.) 1:2 Juan Esnáider (32.) 1:3 Francisco Higuera (33.) 3:4 Francisco Higuera (77.) 4:5 Francisco Higuera (89.) | Real Saragossa |
| FC Barcelona                            | Iván Iglesias (35.), Abelardo (43.), Pep Guardiola (85.), Julen Lopetegui (89.) | Juan Esnáider (45.), Fernando Cáceres (51.), Geli (87.), Francisco Higuera (87.), Jesús Solana (87.) | Real Saragossa |
| FC Barcelona                            | Julen Lopetegui (90.) | | Real Saragossa |
| FC Barcelona                            | Christo Stoitschkow (90.) | Fernando Cáceres (68.) | Real Saragossa |
| 30. August 1994 in Barcelona (Camp Nou) | | |                |
| Ergebnis: 4:5 (1:3)                     | | |                |
| Zuschauer: 70.000                       | | |                |
| Schiedsrichter: Antonio López Nieto     | | |                |

## Supercopa de España 1995

### Hinspiel
| Deportivo La Coruña                          | Deportivo La Coruña | Real Madrid | Real Madrid |
| -------------------------------------------- | --- | --- | ----------- |
| Deportivo La Coruña                          | \| 24. August 1995 in A Coruña (Estadio Riazor) \| \| Ergebnis: 3:0 (0:0) \| \| Zuschauer: 25.000 \| \| Schiedsrichter: Juan Ansuátegui Roca \| | \| 24. August 1995 in A Coruña (Estadio Riazor) \| \| Ergebnis: 3:0 (0:0) \| \| Zuschauer: 25.000 \| \| Schiedsrichter: Juan Ansuátegui Roca \| | Real Madrid |
| Deportivo La Coruña                          | Juan Garrido Canales – Voro, Miroslav Đukić, José Luis Ribera, Nando – Donato, Alfredo Santaelena, Fran (66. Adolfo Aldana) – Javier Manjarín (64. Dmitri Radtschenko), Txiki Begiristain (46. Luis López Rekarte), Bebeto Cheftrainer: John Toshack ( Wales) | Francisco Buyo – Quique Flores, Manolo Sanchís , Fernando Hierro, Mikel Lasa – José Emilio Amavisca (75. Míchel), Fernando Redondo, Freddy Rincón (54. Santiago Cañizares) – Luis Enrique, Raúl, Iván Zamorano Cheftrainer: Jorge Valdano ( Argentinien) | Real Madrid |
| Deportivo La Coruña                          | 1:0 Donato (55., Foulelfmeter) 2:0 Fran (60.) 3:0 Bebeto (65.) | | Real Madrid |
| Deportivo La Coruña                          | Nando (35.), Voro (71.) | Mikel Lasa (48.) | Real Madrid |
| Deportivo La Coruña                          | Mikel Lasa (84.) | | Real Madrid |
| Deportivo La Coruña                          | Francisco Buyo (54.) | | Real Madrid |
| 24. August 1995 in A Coruña (Estadio Riazor) | | |             |
| Ergebnis: 3:0 (0:0)                          | | |             |
| Zuschauer: 25.000                            | | |             |
| Schiedsrichter: Juan Ansuátegui Roca         | | |             |

### Rückspiel
| Real Madrid                                           | Real Madrid | Deportivo La Coruña | Deportivo La Coruña |
| ----------------------------------------------------- | --- | --- | ------------------- |
| Real Madrid                                           | \| 27. August 1995 in Madrid (Estadio Santiago Bernabéu) \| \| Ergebnis: 1:2 (1:0) \| \| Zuschauer: 25.000 \| \| Schiedsrichter: Antonio López Nieto \| | \| 27. August 1995 in Madrid (Estadio Santiago Bernabéu) \| \| Ergebnis: 1:2 (1:0) \| \| Zuschauer: 25.000 \| \| Schiedsrichter: Antonio López Nieto \| | Deportivo La Coruña |
| Real Madrid                                           | Santiago Cañizares – Quique Flores, Rafael Alkorta (77. Nando), Fernando Hierro, Miquel Soler – José Emilio Amavisca (46. Raúl), Luis Milla, Freddy Rincón (46. Míchel) – Luis Enrique, Michael Laudrup, Iván Zamorano Cheftrainer: Jorge Valdano ( Argentinien) | Juan Garrido Canales – Voro, Miroslav Đukić, José Luis Ribera, Nando (72. Paco Jémez) – Donato, Alfredo Santaelena (27. Javier Manjarín), Fran , Luis López Rekarte, Dmitri Radtschenko (36. Txiki Begiristain), Bebeto Cheftrainer: John Toshack ( Wales) | Deportivo La Coruña |
| Real Madrid                                           | 1:0 Fernando Hierro (32.) | 1:1 Javier Manjarín (82.) 1:2 Txiki Begiristain (88.) | Deportivo La Coruña |
| Real Madrid                                           | Rafael Alkorta (42.), Luis Enrique (61.) | Donato (49.) | Deportivo La Coruña |
| 27. August 1995 in Madrid (Estadio Santiago Bernabéu) | | |                     |
| Ergebnis: 1:2 (1:0)                                   | | |                     |
| Zuschauer: 25.000                                     | | |                     |
| Schiedsrichter: Antonio López Nieto                   | | |                     |

## Supercopa de España 1996

### Hinspiel
| FC Barcelona                                            | FC Barcelona | Atlético Madrid | Atlético Madrid |
| ------------------------------------------------------- | --- | --- | --------------- |
| FC Barcelona                                            | \| 25. August 1996 in Barcelona (Olympiastadion Barcelona) \| \| Ergebnis: 5:2 (2:1) \| \| Zuschauer: 37.500 \| \| Schiedsrichter: Juan Antonio Fernandez Marín \| | \| 25. August 1996 in Barcelona (Olympiastadion Barcelona) \| \| Ergebnis: 5:2 (2:1) \| \| Zuschauer: 37.500 \| \| Schiedsrichter: Juan Antonio Fernandez Marín \|                                                                                          | Atlético Madrid |
| FC Barcelona                                            | Vítor Baía – Sergi Barjuan, Miguel Ángel Nadal (50. Abelardo), Gheorghe Popescu , Guillermo Amor (67. Iván de la Peña) – Pep Guardiola, Christo Stoitschkow, Luís Figo, Giovanni – Luis Enrique (72. Juan Antonio Pizzi), Ronaldo Cheftrainer: Bobby Robson ( England) | José Francisco Molina – Delfí Geli, Santi, Toni, Roberto Solozábal – Roberto Fresnedoso (46. Carlos Aguilera, 67. Juanma López), Radek Bejbl, Diego Simeone (46. Juan Vizcaíno), Milinko Pantić – Kiko, Juan Esnáider Cheftrainer: Radomir Antić ( Serbien) | Atlético Madrid |
| FC Barcelona                                            | 1:0 Ronaldo (6.) 2:0 Giovanni (31.) 3:2 Juan Antonio Pizzi (73.) 4:2 Iván de la Peña (75.) 5:2 Ronaldo (89.) | 2:1 Juan Esnáider (37.) 2:2 Milinko Pantić (57., Foulelfmeter) | Atlético Madrid |
| FC Barcelona                                            | Gheorghe Popescu (11.), Luís Figo (34.), Pep Guardiola (35.), Luis Enrique (82.) | Diego Simeone (7.), Santi (16.), Juan Vizcaíno (60.), Delfí Geli (67.), Juan Esnáider (78.), José Francisco Molina (81.) | Atlético Madrid |
| 25. August 1996 in Barcelona (Olympiastadion Barcelona) | | |                 |
| Ergebnis: 5:2 (2:1)                                     | | |                 |
| Zuschauer: 37.500                                       | | |                 |
| Schiedsrichter: Juan Antonio Fernandez Marín            | | |                 |

### Rückspiel
| Atlético Madrid                                        | Atlético Madrid | FC Barcelona | FC Barcelona |
| ------------------------------------------------------ | --- | --- | ------------ |
| Atlético Madrid                                        | \| 28. August 1996 in Madrid (Estadio Olímpico de Madrid) \| \| Ergebnis: 3:1 (1:0) \| \| Zuschauer: 15.000 \| \| Schiedsrichter: Juan Ansuátegui Roca \|                                                                                                | \| 28. August 1996 in Madrid (Estadio Olímpico de Madrid) \| \| Ergebnis: 3:1 (1:0) \| \| Zuschauer: 15.000 \| \| Schiedsrichter: Juan Ansuátegui Roca \| | FC Barcelona |
| Atlético Madrid                                        | José Francisco Molina – Juanma López, Santi, Toni, Pablo Alfaro – Roberto Fresnedoso, Radek Bejbl (71. Juan Vizcaíno), Diego Simeone (64. Delfí Geli), Milinko Pantić – Kiko, Leonardo Biagini (25. Juan Esnáider) Cheftrainer: Radomir Antić ( Serbien) | Julen Lopetegui – Sergi Barjuan, Albert Ferrer, Gheorghe Popescu , Abelardo – Laurent Blanc, Pep Guardiola, Guillermo Amor (90. José Mari Bakero), Christo Stoitschkow (80. Ángel Cuéllar) – Luis Enrique, Juan Antonio Pizzi Cheftrainer: Bobby Robson ( England) | FC Barcelona |
| Atlético Madrid                                        | 1:0 Sergi Barjuán (32., Eigentor) 2:1 Juan Esnáider (65.) 3:1 Milinko Pantić (76.) | 1:1 Christo Stoitschkow (58.) | FC Barcelona |
| Atlético Madrid                                        | Juan Esnáider (30.), Juanma López (42.), Milinko Pantić (60.), Radek Bejbl (70.) | Juan Antonio Pizzi (29.), Abelardo (49.), Sergi Barjuán (78.) | FC Barcelona |
| 28. August 1996 in Madrid (Estadio Olímpico de Madrid) | | |              |
| Ergebnis: 3:1 (1:0)                                    | | |              |
| Zuschauer: 15.000                                      | | |              |
| Schiedsrichter: Juan Ansuátegui Roca                   | | |              |

## Supercopa de España 1997

### Hinspiel
| FC Barcelona                            | FC Barcelona | Real Madrid | Real Madrid |
| --------------------------------------- | --- | --- | ----------- |
| FC Barcelona                            | \| 20. August 1997 in Barcelona (Camp Nou) \| \| Ergebnis: 2:1 (1:1) \| \| Zuschauer: 120.000 \| \| Schiedsrichter: Celino Gracía Redondo \| | \| 20. August 1997 in Barcelona (Camp Nou) \| \| Ergebnis: 2:1 (1:1) \| \| Zuschauer: 120.000 \| \| Schiedsrichter: Celino Gracía Redondo \| | Real Madrid |
| FC Barcelona                            | Ruud Hesp – Michael Reiziger, Miguel Ángel Nadal (66. Albert Ferrer), Sergi Barjuan, Guillermo Amor – Pep Guardiola , Emmanuel Amuneke (71. Dragan Ćirić), Luis Enrique (62. Christophe Dugarry), Giovanni – Sonny Anderson, Rivaldo Cheftrainer: Louis van Gaal ( Niederlande) | Santiago Cañizares – Chendo, Aitor Karanka, Manolo Sanchís , Roberto Carlos – José Emilio Amavisca (62. Zé Roberto), Jaime (62. Guti), Clarence Seedorf – Raúl, Predrag Mijatović, Davor Šuker (81. Dani) Cheftrainer: Jupp Heynckes ( Deutschland) | Real Madrid |
| FC Barcelona                            | 1:1 Miguel Ángel Nadal (11.) 2:1 Giovanni (85., Handelfmeter) | 0:1 Raúl (5.) | Real Madrid |
| FC Barcelona                            | Sergi Barjuán (27.) | Predrag Mijatović (27.), Aitor Karanka (84.), Roberto Carlos (89.) | Real Madrid |
| 20. August 1997 in Barcelona (Camp Nou) | | |             |
| Ergebnis: 2:1 (1:1)                     | | |             |
| Zuschauer: 120.000                      | | |             |
| Schiedsrichter: Celino Gracía Redondo   | | |             |

### Rückspiel
| Real Madrid                                           | Real Madrid | FC Barcelona | FC Barcelona |
| ----------------------------------------------------- | --- | --- | ------------ |
| Real Madrid                                           | \| 23. August 1997 in Madrid (Estadio Santiago Bernabéu) \| \| Ergebnis: 4:1 (1:0) \| \| Zuschauer: 70.000 \| \| Schiedsrichter: Arturo Daudén Ibáñez \| | \| 23. August 1997 in Madrid (Estadio Santiago Bernabéu) \| \| Ergebnis: 4:1 (1:0) \| \| Zuschauer: 70.000 \| \| Schiedsrichter: Arturo Daudén Ibáñez \|                                                                                    | FC Barcelona |
| Real Madrid                                           | Santiago Cañizares – Fernando Hierro , Aitor Karanka, Christian Panucci, Roberto Carlos – Zé Roberto (81. Manolo Sanchís), Guti (63. Jaime), Clarence Seedorf – Raúl, Predrag Mijatović, Davor Šuker (72. Víctor) Cheftrainer: Jupp Heynckes ( Deutschland) | Ruud Hesp – Michael Reiziger, Abelardo, Sergi Barjuan, Albert Ferrer – Pep Guardiola , Guillermo Amor (57. Dragan Ćirić), Luís Figo, Giovanni – Sonny Anderson (68. Christophe Dugarry), Rivaldo Cheftrainer: Louis van Gaal ( Niederlande) | FC Barcelona |
| Real Madrid                                           | 1:0 Raúl (42.) 2:0 Raúl (54.) 3:0 Predrag Mijatović (58.) 4:0 Clarence Seedorf (65.) | 4:1 Giovanni (80.) | FC Barcelona |
| Real Madrid                                           | Clarence Seedorf (8.), Raúl (24.), Christian Panucci (38.), Fernando Hierro (87.) | Abelardo (32.), Luís Figo (45.) | FC Barcelona |
| 23. August 1997 in Madrid (Estadio Santiago Bernabéu) | | |              |
| Ergebnis: 4:1 (1:0)                                   | | |              |
| Zuschauer: 70.000                                     | | |              |
| Schiedsrichter: Arturo Daudén Ibáñez                  | | |              |

## Supercopa de España 1998

### Hinspiel
| RCD Mallorca                                    | RCD Mallorca | FC Barcelona | FC Barcelona |
| ----------------------------------------------- | --- | --- | ------------ |
| RCD Mallorca                                    | \| 18. August 1998 in Palma (Estadio Lluís Sitjar) \| \| Ergebnis: 2:1 (0:1) \| \| Zuschauer: 12.000 \| \| Schiedsrichter: Antonio López Nieto \|                                                                                     | \| 18. August 1998 in Palma (Estadio Lluís Sitjar) \| \| Ergebnis: 2:1 (0:1) \| \| Zuschauer: 12.000 \| \| Schiedsrichter: Antonio López Nieto \|                                                                                                | FC Barcelona |
| RCD Mallorca                                    | Carlos Roa – Lauren, Marcelino, Gustavo Siviero, Miquel Soler – Paco Soler , Vicente Engonga, Jovan Stanković, Ariel Ibagaza – Ariel López (76. Leonardo Biagini), Dani (86. Lluís Carreras) Cheftrainer: Héctor Cúper ( Argentinien) | Ruud Hesp – Michael Reiziger, Miguel Ángel Nadal, Samuel Okunowo (67. Abelardo), Roger (46. Sergi Barjuan) – Xavi, Boudewijn Zenden (77. Luis García), Phillip Cocu, Giovanni – Luis Enrique, Rivaldo Cheftrainer: Louis van Gaal ( Niederlande) | FC Barcelona |
| RCD Mallorca                                    | 1:1 Dani (57.) 2:1 Jovan Stanković (81.) | 0:1 Xavi (16.) | FC Barcelona |
| RCD Mallorca                                    | Paco Soler (1.) | Luis Enrique (17.), Roger (24.), Samuel Okunowo (62.), Boudewijn Zenden (75.) | FC Barcelona |
| 18. August 1998 in Palma (Estadio Lluís Sitjar) | | |              |
| Ergebnis: 2:1 (0:1)                             | | |              |
| Zuschauer: 12.000                               | | |              |
| Schiedsrichter: Antonio López Nieto             | | |              |

### Rückspiel
| FC Barcelona                            | FC Barcelona | RCD Mallorca | RCD Mallorca |
| --------------------------------------- | --- | --- | ------------ |
| FC Barcelona                            | \| 22. August 1998 in Barcelona (Camp Nou) \| \| Ergebnis: 0:1 (0:1) \| \| Zuschauer: 55.000 \| \| Schiedsrichter: Manuel Díaz Vega \| | \| 22. August 1998 in Barcelona (Camp Nou) \| \| Ergebnis: 0:1 (0:1) \| \| Zuschauer: 55.000 \| \| Schiedsrichter: Manuel Díaz Vega \| | RCD Mallorca |
| FC Barcelona                            | Ruud Hesp – Michael Reiziger, Miguel Ángel Nadal, Samuel Okunowo (61. Albert Celades), Roger (46. Sergi Barjuan) – Phillip Cocu, Boudewijn Zenden (46. Óscar), Luís Figo , Giovanni – Luis Enrique, Rivaldo Cheftrainer: Louis van Gaal ( Niederlande) | Carlos Roa – Lauren, Marcelino, Gustavo Siviero, Miquel Soler – Paco Soler , Vicente Engonga, Jovan Stanković, Ariel Ibagaza (67. Óscar Arpón) – Ariel López (57. Leonardo Biagini), Dani (87. Lluís Carreras) Cheftrainer: Héctor Cúper ( Argentinien) | RCD Mallorca |
| FC Barcelona                            | 0:1 Dani (29.) | | RCD Mallorca |
| FC Barcelona                            | Michael Reiziger (45.), Albert Celades (77.), Giovanni (81.) | Ariel Ibagaza (18.), Lauren (34.), Carlos Roa (34.), Paco Soler (42.) | RCD Mallorca |
| 22. August 1998 in Barcelona (Camp Nou) | | |              |
| Ergebnis: 0:1 (0:1)                     | | |              |
| Zuschauer: 55.000                       | | |              |
| Schiedsrichter: Manuel Díaz Vega        | | |              |

## Supercopa de España 1999

### Hinspiel
| FC Valencia                                   | FC Valencia | FC Barcelona | FC Barcelona |
| --------------------------------------------- | --- | --- | ------------ |
| FC Valencia                                   | \| 8. August 1999 in Valencia (Estadio Mestalla) \| \| Ergebnis: 1:0 (0:0) \| \| Zuschauer: 45.000 \| \| Schiedsrichter: José María García-Aranda \| | \| 8. August 1999 in Valencia (Estadio Mestalla) \| \| Ergebnis: 1:0 (0:0) \| \| Zuschauer: 45.000 \| \| Schiedsrichter: José María García-Aranda \|                                                                                                 | FC Barcelona |
| FC Valencia                                   | Santiago Cañizares – Jocelyn Angloma, Joachim Björklund, Miroslav Đukić, Amedeo Carboni (79. Daniel Fagiani) – Miguel Ángel Angulo, David Albelda, Javier Farinós (77. Óscar), Gaizka Mendieta – Claudio López, Adrian Ilie (69. Juan Sánchez) Cheftrainer: Héctor Cúper ( Argentinien) | Ruud Hesp – Michael Reiziger, Phillip Cocu (75. Gabri), Frank de Boer, Sergi – Luis Enrique, Pep Guardiola (50. Frédéric Déhu), Jari Litmanen – Luís Figo, Patrick Kluivert, Boudewijn Zenden (60. Simão) Cheftrainer: Louis van Gaal ( Niederlande) | FC Barcelona |
| FC Valencia                                   | 1:0 López (86.) | | FC Barcelona |
| FC Valencia                                   | Cañizares (15.) | Reiziger (18.), Cocu (72.) | FC Barcelona |
| 8. August 1999 in Valencia (Estadio Mestalla) | | |              |
| Ergebnis: 1:0 (0:0)                           | | |              |
| Zuschauer: 45.000                             | | |              |
| Schiedsrichter: José María García-Aranda      | | |              |

### Rückspiel
| FC Barcelona                            | FC Barcelona | FC Valencia | FC Valencia |
| --------------------------------------- | --- | --- | ----------- |
| FC Barcelona                            | \| 15. August 1999 in Barcelona (Camp Nou) \| \| Ergebnis: 3:3 (2:1) \| \| Zuschauer: 50.000 \| \| Schiedsrichter: Antonio López Nieto \|                                                                                                   | \| 15. August 1999 in Barcelona (Camp Nou) \| \| Ergebnis: 3:3 (2:1) \| \| Zuschauer: 50.000 \| \| Schiedsrichter: Antonio López Nieto \| | FC Valencia |
| FC Barcelona                            | Ruud Hesp – Michael Reiziger, Phillip Cocu, Frank de Boer, Sergi – Luis Enrique (73. Dani), Pep Guardiola (75. Boudewijn Zenden), Nano – Ronald de Boer (71. Gabri), Patrick Kluivert, Luís Figo Cheftrainer: Louis van Gaal ( Niederlande) | Santiago Cañizares – Jocelyn Angloma, Joachim Björklund, Miroslav Đukić, Amedeo Carboni – Miguel Ángel Angulo (78. Gerard), David Albelda, Javier Farinós, Gaizka Mendieta – Claudio López, Juan Sánchez (64. Kily González) Cheftrainer: Héctor Cúper ( Argentinien) | FC Valencia |
| FC Barcelona                            | 1:0 Kluivert (13.) 2:1 R. de Boer (21.) 3:2 Kluivert (62.) | 1:1 Albelda (15.) 2:2 Juan Sánchez (54.) 3:3 Farinós (65.) | FC Valencia |
| FC Barcelona                            | Luis Enrique (24.), Luís Figo (62.) | Albelda (37.), Carboni (49.), Cañizares (62.) | FC Valencia |
| FC Barcelona                            | Albelda (83.) | | FC Valencia |
| 15. August 1999 in Barcelona (Camp Nou) | | |             |
| Ergebnis: 3:3 (2:1)                     | | |             |
| Zuschauer: 50.000                       | | |             |
| Schiedsrichter: Antonio López Nieto     | | |             |

## Supercopa de España 2000

### Hinspiel
| Espanyol Barcelona                                           | Espanyol Barcelona | Deportivo La Coruña | Deportivo La Coruña |
| ------------------------------------------------------------ | --- | --- | ------------------- |
| Espanyol Barcelona                                           | \| 20. August 2000 in Barcelona (Estadi Olímpic Lluís Companys) \| \| Ergebnis: 0:0 \| \| Zuschauer: 16.800 \| \| Schiedsrichter: Juan Ansuátegui Roca \|                                                                       | \| 20. August 2000 in Barcelona (Estadi Olímpic Lluís Companys) \| \| Ergebnis: 0:0 \| \| Zuschauer: 16.800 \| \| Schiedsrichter: Juan Ansuátegui Roca \|                                                                          | Deportivo La Coruña |
| Espanyol Barcelona                                           | Juan Luis Mora – Cristóbal, Nando, Mauricio Pochettino, Mauro Navas – Sergio, Constantin Gâlcă, Toni Velamazán (71. Iván Díaz), Arteaga (71. Enrique de Lucas) – Martín Posse (54. Óscar), Raúl Tamudo Cheftrainer: Paco Flores | Jacques Songo’o – Manuel Pablo, Donato, Noureddine Naybet, Enrique Romero – Mauro Silva, Slaviša Jokanović, Víctor (75. Aldo Duscher), Djalminha (78. Diego Tristán), Fran – Pauleta (57. Turu Flores) Cheftrainer: Javier Irureta | Deportivo La Coruña |
| Espanyol Barcelona                                           | Mauro Navas (89.) | | Deportivo La Coruña |
| 20. August 2000 in Barcelona (Estadi Olímpic Lluís Companys) | | |                     |
| Ergebnis: 0:0                                                | | |                     |
| Zuschauer: 16.800                                            | | |                     |
| Schiedsrichter: Juan Ansuátegui Roca                         | | |                     |

### Rückspiel
| Deportivo La Coruña                          | Deportivo La Coruña | Espanyol Barcelona | Espanyol Barcelona |
| -------------------------------------------- | --- | --- | ------------------ |
| Deportivo La Coruña                          | \| 27. August 2000 in A Coruña (Estadio Riazor) \| \| Ergebnis: 2:0 (0:0) \| \| Zuschauer: 28.000 \| \| Schiedsrichter: Manuel Mejuto González \| | \| 27. August 2000 in A Coruña (Estadio Riazor) \| \| Ergebnis: 2:0 (0:0) \| \| Zuschauer: 28.000 \| \| Schiedsrichter: Manuel Mejuto González \|                                                                           | Espanyol Barcelona |
| Deportivo La Coruña                          | José Francisco Molina – Manuel Pablo, Hélder Cristóvão, Noureddine Naybet, Enrique Romero – Mauro Silva, Slaviša Jokanović (83. Donato), Víctor, Djalminha (79. Turu Flores), Fran – Diego Tristán (69. Walter Pandiani) Cheftrainer: Javier Irureta | Juan Luis Mora – Cristóbal, Nando, Mauricio Pochettino, Delio Toledo – Sergio, Constantin Gâlcă, Toni Velamazán (77. Mauro Navas), Arteaga – Martín Posse (66. Óscar), Raúl Tamudo (66. Iván Díaz) Cheftrainer: Paco Flores | Espanyol Barcelona |
| Deportivo La Coruña                          | 1:0 Djalminha (57.) 2:0 Diego Tristán (60.) | | Espanyol Barcelona |
| Deportivo La Coruña                          | Slaviša Jokanović (35.), Víctor (44.) | Sergio (9.), Cristóbal (49.), Delio Toledo (51.), Nando (83.) | Espanyol Barcelona |
| 27. August 2000 in A Coruña (Estadio Riazor) | | |                    |
| Ergebnis: 2:0 (0:0)                          | | |                    |
| Zuschauer: 28.000                            | | |                    |
| Schiedsrichter: Manuel Mejuto González       | | |                    |

## Supercopa de España 2001

### Hinspiel
| Real Saragossa                             | Real Saragossa | Real Madrid | Real Madrid |
| ------------------------------------------ | --- | --- | ----------- |
| Real Saragossa                             | \| 19. August 2001 in Saragossa (La Romareda) \| \| Ergebnis: 1:1 (0:0) \| \| Zuschauer: 26.800 \| \| Schiedsrichter: Antonio López Nieto \|                                                                                           | \| 19. August 2001 in Saragossa (La Romareda) \| \| Ergebnis: 1:1 (0:0) \| \| Zuschauer: 26.800 \| \| Schiedsrichter: Antonio López Nieto \| | Real Madrid |
| Real Saragossa                             | César Láinez – Pablo Díaz (73. Luis Carlos Cuartero), Paco Jémez, Xavier Aguado , Marcelo Esquerdinha – José Ignacio, Roberto Acuña, Martín Vellisca (73. Luciano Galletti), Juanele – Roberto Jamelli, Yordi Cheftrainer: Txetxu Rojo | César Sánchez – Míchel Salgado, Fernando Hierro , Aitor Karanka, Roberto Carlos – Claude Makélélé, Flávio Conceição – Luís Figo (88. Albert Celades), Zinédine Zidane (80. Fernando Morientes), Santiago Solari (70. Steve McManaman) – Raúl Cheftrainer: Vicente del Bosque | Real Madrid |
| Real Saragossa                             | 1:1 Yordi (79.) | 0:1 Flávio Conceição (54.) | Real Madrid |
| 19. August 2001 in Saragossa (La Romareda) | | |             |
| Ergebnis: 1:1 (0:0)                        | | |             |
| Zuschauer: 26.800                          | | |             |
| Schiedsrichter: Antonio López Nieto        | | |             |

### Rückspiel
| Real Madrid                                           | Real Madrid | Real Saragossa | Real Saragossa |
| ----------------------------------------------------- | --- | --- | -------------- |
| Real Madrid                                           | \| 22. August 2001 in Madrid (Estadio Santiago Bernabéu) \| \| Ergebnis: 3:0 (0:0) \| \| Zuschauer: 70.000 \| \| Schiedsrichter: Eduardo Iturralde González \|                                                                                           | \| 22. August 2001 in Madrid (Estadio Santiago Bernabéu) \| \| Ergebnis: 3:0 (0:0) \| \| Zuschauer: 70.000 \| \| Schiedsrichter: Eduardo Iturralde González \|                                                                                                  | Real Saragossa |
| Real Madrid                                           | César Sánchez – Míchel Salgado, Fernando Hierro , Aitor Karanka, Roberto Carlos (85. Santiago Solari) – Claude Makélélé, Flávio Conceição – Luís Figo, Raúl, Zinédine Zidane (71. Sávio) – Fernando Morientes (67. Guti) Cheftrainer: Vicente del Bosque | César Láinez – Gary Sundgren, Xavier Aguado , Paco Jémez, Marcelo Esquerdinha – José Ignacio, Roberto Acuña, Martín Vellisca (81. Juanele), Santiago Aragón (74. Yordi) – Roberto Jamelli, Luciano Galletti (60. Luis Carlos Cuartero) Cheftrainer: Txetxu Rojo | Real Saragossa |
| Real Madrid                                           | 1:0 Raúl (74.) 2:0 Raúl (82.) 3:0 Raúl (89.) | | Real Saragossa |
| Real Madrid                                           | Morientes (29.) | Sundgren (17.), Galletti (43.), Ignacio (66.) | Real Saragossa |
| 22. August 2001 in Madrid (Estadio Santiago Bernabéu) | | |                |
| Ergebnis: 3:0 (0:0)                                   | | |                |
| Zuschauer: 70.000                                     | | |                |
| Schiedsrichter: Eduardo Iturralde González            | | |                |

## Supercopa de España 2002

### Hinspiel
| Deportivo La Coruña                          | Deportivo La Coruña | FC Valencia | FC Valencia |
| -------------------------------------------- | --- | --- | ----------- |
| Deportivo La Coruña                          | \| 18. August 2002 in A Coruña (Estadio Riazor) \| \| Ergebnis: 3:0 (3:0) \| \| Zuschauer: 28.000 \| \| Schiedsrichter: Manuel Mejuto González \|                                                                                                | \| 18. August 2002 in A Coruña (Estadio Riazor) \| \| Ergebnis: 3:0 (3:0) \| \| Zuschauer: 28.000 \| \| Schiedsrichter: Manuel Mejuto González \| | FC Valencia |
| Deportivo La Coruña                          | José Francisco Molina – Lionel Scaloni, César Martín (71. Jorge Andrade), Noureddine Naybet, Enrique Romero – Mauro Silva, Sergio, Víctor, Juan Carlos Valerón (79. Djalminha), Fran (67. Aldo Duscher) – Roy Makaay Cheftrainer: Javier Irureta | Santiago Cañizares – Curro Torres, Mauricio Pellegrino, Roberto Ayala, Amedeo Carboni – Gonzalo de los Santos (46. Rubén Baraja), Carlos Marchena (75. Juan Sánchez), Francisco Rufete (46. John Carew), Vicente, Pablo Aimar – Miguel Ángel Angulo Cheftrainer: Rafael Benítez | FC Valencia |
| Deportivo La Coruña                          | 1:0 Juan Carlos Valerón (12.) 2:0 Víctor (21.) 3:0 Noureddine Naybet (31.) | | FC Valencia |
| Deportivo La Coruña                          | Mauro Silva (8.), Enrique Romero (38.), Víctor (90.) | Amedeo Carboni (7.), Gonzalo de los Santos (20.), Rubén Baraja (90.), Curro Torres (90.) | FC Valencia |
| 18. August 2002 in A Coruña (Estadio Riazor) | | |             |
| Ergebnis: 3:0 (3:0)                          | | |             |
| Zuschauer: 28.000                            | | |             |
| Schiedsrichter: Manuel Mejuto González       | | |             |

### Rückspiel
| FC Valencia                                    | FC Valencia | Deportivo La Coruña | Deportivo La Coruña |
| ---------------------------------------------- | --- | --- | ------------------- |
| FC Valencia                                    | \| 25. August 2002 in Valencia (Estadio Mestalla) \| \| Ergebnis: 0:1 (0:0) \| \| Zuschauer: 32.000 \| \| Schiedsrichter: Eduardo Iturralde González \| | \| 25. August 2002 in Valencia (Estadio Mestalla) \| \| Ergebnis: 0:1 (0:0) \| \| Zuschauer: 32.000 \| \| Schiedsrichter: Eduardo Iturralde González \|                                                                                                 | Deportivo La Coruña |
| FC Valencia                                    | Santiago Cañizares – Curro Torres, Mauricio Pellegrino, Roberto Ayala, Fábio Aurélio – Rubén Baraja, Carlos Marchena (46. Francisco Rufete), Vicente (70. Amedeo Carboni), Pablo Aimar (75. Juan Sánchez) – Salva Ballesta, Miguel Ángel Angulo Cheftrainer: Rafael Benítez | José Francisco Molina – Lionel Scaloni, César Martín, Noureddine Naybet, Enrique Romero – Mauro Silva, Sergio, Víctor, Juan Carlos Valerón (73. Aldo Duscher), Fran (70. Joan Capdevila) – Roy Makaay (85. Walter Pandiani) Cheftrainer: Javier Irureta | Deportivo La Coruña |
| FC Valencia                                    | 0:1 Víctor (90.) | | Deportivo La Coruña |
| FC Valencia                                    | Fábio Aurélio (30.), Carlos Marchena (35.), Pablo Aimar (48.) | Fran (12.), Mauro Silva (34.) | Deportivo La Coruña |
| FC Valencia                                    | Roberto Ayala (2.) | | Deportivo La Coruña |
| 25. August 2002 in Valencia (Estadio Mestalla) | | |                     |
| Ergebnis: 0:1 (0:0)                            | | |                     |
| Zuschauer: 32.000                              | | |                     |
| Schiedsrichter: Eduardo Iturralde González     | | |                     |

## Supercopa de España 2003

### Hinspiel
| RCD Mallorca                                | RCD Mallorca | Real Madrid | Real Madrid |
| ------------------------------------------- | --- | --- | ----------- |
| RCD Mallorca                                | \| 24. August 2003 in Palma (Iberostar Estadi) \| \| Ergebnis: 2:1 (1:1) \| \| Zuschauer: 23.000 \| \| Schiedsrichter: Alfonso Pérez Burrull \| | \| 24. August 2003 in Palma (Iberostar Estadi) \| \| Ergebnis: 2:1 (1:1) \| \| Zuschauer: 23.000 \| \| Schiedsrichter: Alfonso Pérez Burrull \| | Real Madrid |
| RCD Mallorca                                | Leo Franco – Alejandro Campano (64. Jovan Stanković), Fernando Niño, David Cortés, Poli – Miguel Ángel Nadal , Ariel Ibagaza, Toni González (60. Txomin Nagore) – Arnold Bruggink (79. Jesús Perera), Marcos, Samuel Eto’o Cheftrainer: Jaime Pacheco ( Portugal) | Iker Casillas – Míchel Salgado, Iván Helguera, Francisco Pavón (54. Raúl Bravo), Roberto Carlos – Esteban Cambiasso (75. Guti), Zinédine Zidane, David Beckham (54. Claude Makélélé), Luís Figo – Raúl , Ronaldo Cheftrainer: Carlos Queiroz ( Portugal) | Real Madrid |
| RCD Mallorca                                | 1:1 Arnold Bruggink (45.) 2:1 Samuel Eto’o (48.) | 0:1 Luís Figo (18.) | Real Madrid |
| RCD Mallorca                                | Poli (52.) | Ronaldo (18.), Francisco Pavón (34.), Zinédine Zidane (70.) | Real Madrid |
| 24. August 2003 in Palma (Iberostar Estadi) | | |             |
| Ergebnis: 2:1 (1:1)                         | | |             |
| Zuschauer: 23.000                           | | |             |
| Schiedsrichter: Alfonso Pérez Burrull       | | |             |

### Rückspiel
| Real Madrid                                           | Real Madrid | RCD Mallorca | RCD Mallorca |
| ----------------------------------------------------- | --- | --- | ------------ |
| Real Madrid                                           | \| 27. August 2003 in Madrid (Estadio Santiago Bernabéu) \| \| Ergebnis: 3:0 (1:0) \| \| Zuschauer: 50.000 \| \| Schiedsrichter: Luis Medina Cantalejo \|                                                                                             | \| 27. August 2003 in Madrid (Estadio Santiago Bernabéu) \| \| Ergebnis: 3:0 (1:0) \| \| Zuschauer: 50.000 \| \| Schiedsrichter: Luis Medina Cantalejo \| | RCD Mallorca |
| Real Madrid                                           | Iker Casillas – Míchel Salgado, Roberto Carlos, Iván Helguera, Raúl Bravo – Esteban Cambiasso, Zinédine Zidane, David Beckham, Luís Figo (89. Esteban Solari) – Raúl (70. Guti, 86. Javier Portillo), Ronaldo Cheftrainer: Carlos Queiroz ( Portugal) | Leo Franco – Alejandro Campano (56. Jesús Perera), Fernando Niño (75. Jovan Stanković), David Cortés, Poli – Miguel Ángel Nadal , Ariel Ibagaza, Toni González – Arnold Bruggink, Marcos (85. Txomin Nagore), Samuel Eto’o Cheftrainer: Jaime Pacheco ( Portugal) | RCD Mallorca |
| Real Madrid                                           | 1:0 Raúl (44.) 2:0 Ronaldo (52.) 3:0 David Beckham (73.) | | RCD Mallorca |
| Real Madrid                                           | Ariel Ibagaza (12.), Fernando Niño (39.), Samuel Eto’o (45.) | | RCD Mallorca |
| 27. August 2003 in Madrid (Estadio Santiago Bernabéu) | | |              |
| Ergebnis: 3:0 (1:0)                                   | | |              |
| Zuschauer: 50.000                                     | | |              |
| Schiedsrichter: Luis Medina Cantalejo                 | | |              |

## Supercopa de España 2004

### Hinspiel
| Real Saragossa                             | Real Saragossa | FC Valencia | FC Valencia |
| ------------------------------------------ | --- | --- | ----------- |
| Real Saragossa                             | \| 21. August 2004 in Saragossa (La Romareda) \| \| Ergebnis: 0:1 (0:0) \| \| Zuschauer: 25.000 \| \| Schiedsrichter: Julián Rodríguez Santiago \|                                                                                    | \| 21. August 2004 in Saragossa (La Romareda) \| \| Ergebnis: 0:1 (0:0) \| \| Zuschauer: 25.000 \| \| Schiedsrichter: Julián Rodríguez Santiago \| | FC Valencia |
| Real Saragossa                             | Luis García – Luis Carlos Cuartero , Álvaro, Gabriel Milito, Delio Toledo – Movilla (80. David Generelo), Alberto Zapater, Luciano Galletti (79. Cani), Sávio – David Villa, Javi Moreno (67. Goran Drulić) Cheftrainer: Víctor Muñoz | Santiago Cañizares – Curro Torres, Mauricio Pellegrino, David Navarro, Amedeo Carboni – Rubén Baraja, David Albelda , Francisco Rufete (88. Stefano Fiore), Vicente (85. Bernardo Corradi) – Miguel Ángel Angulo, Marco Di Vaio (69. Mista) Cheftrainer: Claudio Ranieri ( Italien) | FC Valencia |
| Real Saragossa                             | 0:1 Vicente (61.) | | FC Valencia |
| Real Saragossa                             | Gabriel Milito (4.), Javi Moreno (20.), Luis Carlos Cuartero (60.), Álvaro (77.), Goran Drulić (85.) | Curro Torres (31.), Vicente (62.) | FC Valencia |
| 21. August 2004 in Saragossa (La Romareda) | | |             |
| Ergebnis: 0:1 (0:0)                        | | |             |
| Zuschauer: 25.000                          | | |             |
| Schiedsrichter: Julián Rodríguez Santiago  | | |             |

### Rückspiel
| FC Valencia                                    | FC Valencia | Real Saragossa | Real Saragossa |
| ---------------------------------------------- | --- | --- | -------------- |
| FC Valencia                                    | \| 24. August 2004 in Valencia (Estadio Mestalla) \| \| Ergebnis: 1:3 (0:2) \| \| Zuschauer: 35.000 \| \| Schiedsrichter: Carlos Megía Dávila \| | \| 24. August 2004 in Valencia (Estadio Mestalla) \| \| Ergebnis: 1:3 (0:2) \| \| Zuschauer: 35.000 \| \| Schiedsrichter: Carlos Megía Dávila \|                                                                                          | Real Saragossa |
| FC Valencia                                    | Santiago Cañizares – Marco Caneira, Mauricio Pellegrino, David Navarro, Amedeo Carboni – Rubén Baraja (46. Miguel Ángel Angulo), David Albelda , Francisco Rufete (45. Pablo Aimar), Mista, Stefano Fiore – Bernardo Corradi (65. Xisco) Cheftrainer: Claudio Ranieri ( Italien) | Luis García – Luis Carlos Cuartero , Álvaro, Gabriel Milito, Delio Toledo – Movilla, Alberto Zapater (59. David Generelo), Luciano Galletti (68. Fernando Soriano), Sávio – David Villa (56. Cani), Javi Moreno Cheftrainer: Víctor Muñoz | Real Saragossa |
| FC Valencia                                    | 1:2 Bernardo Corradi (54.) | 0:1 Álvaro (12.) 0:2 Luciano Galletti (34.) 1:3 Javi Moreno (83.) | Real Saragossa |
| FC Valencia                                    | David Navarro (44.), Miguel Ángel Angulo (61.), Mauricio Pellegrino (87.) | Delio Toledo (19.), Alberto Zapater (53.) | Real Saragossa |
| 24. August 2004 in Valencia (Estadio Mestalla) | | |                |
| Ergebnis: 1:3 (0:2)                            | | |                |
| Zuschauer: 35.000                              | | |                |
| Schiedsrichter: Carlos Megía Dávila            | | |                |

## Supercopa de España 2005

### Hinspiel
| Betis Sevilla                                          | Betis Sevilla | FC Barcelona | FC Barcelona |
| ------------------------------------------------------ | --- | --- | ------------ |
| Betis Sevilla                                          | \| 13. August 2005 in Sevilla (Estadio Benito Villamarín) \| \| Ergebnis: 0:3 (0:0) \| \| Zuschauer: 25.000 \| \| Schiedsrichter: Arturo Daudén Ibáñez \|                                                           | \| 13. August 2005 in Sevilla (Estadio Benito Villamarín) \| \| Ergebnis: 0:3 (0:0) \| \| Zuschauer: 25.000 \| \| Schiedsrichter: Arturo Daudén Ibáñez \|                                                                             | FC Barcelona |
| Betis Sevilla                                          | Toni Doblas – Luis Fernández, Juanito , David Rivas, Melli – Miguel Ángel (81. Arzu), Alberto Rivera, Marcos Assunção (46. Xisco), Joaquín – Edu, Ricardo Oliveira (81. Fernando) Cheftrainer: Llorenç Serra Ferrer | Víctor Valdés – Juliano Belletti, Carles Puyol , Oleguer, Sylvinho – Edmílson (84. Gabri), Xavi, Deco (80. Andrés Iniesta) – Ludovic Giuly (69. Mark van Bommel), Ronaldinho, Samuel Eto’o Cheftrainer: Frank Rijkaard ( Niederlande) | FC Barcelona |
| Betis Sevilla                                          | 0:1 Ludovic Giuly (47.) 0:2 Samuel Eto’o (51.) 0:3 Ronaldinho (61.) | | FC Barcelona |
| Betis Sevilla                                          | Miguel Ángel (27.), Juanito (40.), Alberto Rivera (58.) | Ludovic Giuly (22.), Deco (56.) | FC Barcelona |
| 13. August 2005 in Sevilla (Estadio Benito Villamarín) | | |              |
| Ergebnis: 0:3 (0:0)                                    | | |              |
| Zuschauer: 25.000                                      | | |              |
| Schiedsrichter: Arturo Daudén Ibáñez                   | | |              |

### Rückspiel
| FC Barcelona                             | FC Barcelona | Betis Sevilla | Betis Sevilla |
| ---------------------------------------- | --- | --- | ------------- |
| FC Barcelona                             | \| 20. August 2005 in Barcelona (Camp Nou) \| \| Ergebnis: 1:2 (1:2) \| \| Zuschauer: 48.000 \| \| Schiedsrichter: Alberto Undiano Mallenco \|                                                                                       | \| 20. August 2005 in Barcelona (Camp Nou) \| \| Ergebnis: 1:2 (1:2) \| \| Zuschauer: 48.000 \| \| Schiedsrichter: Alberto Undiano Mallenco \|                                                                              | Betis Sevilla |
| FC Barcelona                             | Víctor Valdés – Juliano Belletti (46. Rafael Márquez), Carles Puyol , Oleguer, Sylvinho – Edmílson, Xavi, Deco (81. Gabri) – Ludovic Giuly (84. Henrik Larsson), Ronaldinho, Samuel Eto’o Cheftrainer: Frank Rijkaard ( Niederlande) | Pedro Contreras – Nano, Paolo Castellini, Óscar López (81. Alejandro Lembo), Melli – Miguel Ángel, Arzu (73. Alberto Rivera), Fernando Varela (68. Israel Bascón) – Xisco, Fernando, Dani Cheftrainer: Llorenç Serra Ferrer | Betis Sevilla |
| FC Barcelona                             | 1:0 Samuel Eto’o (14.) | 1:1 Dani (24.) 1:2 Dani (29.) | Betis Sevilla |
| FC Barcelona                             | Ludovic Giuly (39.), Deco (57.) | Nano Rivas (55.), Óscar López (75.) | Betis Sevilla |
| 20. August 2005 in Barcelona (Camp Nou)  | | |               |
| Ergebnis: 1:2 (1:2)                      | | |               |
| Zuschauer: 48.000                        | | |               |
| Schiedsrichter: Alberto Undiano Mallenco | | |               |

## Supercopa de España 2006

### Hinspiel
| Espanyol Barcelona                                           | Espanyol Barcelona | FC Barcelona | FC Barcelona |
| ------------------------------------------------------------ | --- | --- | ------------ |
| Espanyol Barcelona                                           | \| 17. August 2006 in Barcelona (Estadi Olímpic Lluís Companys) \| \| Ergebnis: 0:1 (0:1) \| \| Zuschauer: 26.500 \| \| Schiedsrichter: Bernardino González Vázquez \|                                                                                         | \| 17. August 2006 in Barcelona (Estadi Olímpic Lluís Companys) \| \| Ergebnis: 0:1 (0:1) \| \| Zuschauer: 26.500 \| \| Schiedsrichter: Bernardino González Vázquez \|                                                                         | FC Barcelona |
| Espanyol Barcelona                                           | Gorka Iraizoz – Pablo Zabaleta, Daniel Jarque, Jesús Lacruz, David García – Eduardo Costa, Fredson, Iván de la Peña (66. Albert Riera), Francisco Rufete (63. Ferran Corominas) – Raúl Tamudo (52. Walter Pandiani), Luis García Cheftrainer: Ernesto Valverde | Víctor Valdés – Rafa Márquez, Carles Puyol (84. Gianluca Zambrotta), Oleguer, Sylvinho – Thiago Motta, Xavi (71. Andrés Iniesta), Deco – Ludovic Giuly (60. Lionel Messi), Ronaldinho, Samuel Eto’o Cheftrainer: Frank Rijkaard ( Niederlande) | FC Barcelona |
| Espanyol Barcelona                                           | 0:1 Ludovic Giuly (44.) | | FC Barcelona |
| Espanyol Barcelona                                           | Walter Pandiani (61.), Fredson (88.), Jesús Lacruz (89.) | Thiago Motta (26.), Xavi (58.) | FC Barcelona |
| 17. August 2006 in Barcelona (Estadi Olímpic Lluís Companys) | | |              |
| Ergebnis: 0:1 (0:1)                                          | | |              |
| Zuschauer: 26.500                                            | | |              |
| Schiedsrichter: Bernardino González Vázquez                  | | |              |

### Rückspiel
| FC Barcelona                            | FC Barcelona | Espanyol Barcelona | Espanyol Barcelona |
| --------------------------------------- | --- | --- | ------------------ |
| FC Barcelona                            | \| 20. August 2006 in Barcelona (Camp Nou) \| \| Ergebnis: 3:0 (2:0) \| \| Zuschauer: 57.500 \| \| Schiedsrichter: Manuel Mejuto González \| | \| 20. August 2006 in Barcelona (Camp Nou) \| \| Ergebnis: 3:0 (2:0) \| \| Zuschauer: 57.500 \| \| Schiedsrichter: Manuel Mejuto González \| | Espanyol Barcelona |
| FC Barcelona                            | Albert Jorquera – Rafa Márquez (46. Lilian Thuram), Carles Puyol , Giovanni van Bronckhorst, Juliano Belletti – Thiago Motta (68. Andrés Iniesta), Xavi, Deco – Lionel Messi, Ronaldinho, Samuel Eto’o (46. Eiður Guðjohnsen) Cheftrainer: Frank Rijkaard ( Niederlande) | Carlos Kameni – Pablo Zabaleta, Daniel Jarque , Jesús Lacruz (57. Marc Torrejón), Sergio Sánchez – Eduardo Costa, Fredson, Moha (63. Albert Riera), Ferran Corominas (57. Luis García) – Francisco Rufete, Walter Pandiani Cheftrainer: Ernesto Valverde | Espanyol Barcelona |
| FC Barcelona                            | 1:0 Xavi (2.) 2:0 Deco (12.) 3:0 Deco (62.) | | Espanyol Barcelona |
| FC Barcelona                            | Thiago Motta (41.) | Jesús Lacruz (33.), Walter Pandiani (46.), Daniel Jarque (65.) | Espanyol Barcelona |
| 20. August 2006 in Barcelona (Camp Nou) | | |                    |
| Ergebnis: 3:0 (2:0)                     | | |                    |
| Zuschauer: 57.500                       | | |                    |
| Schiedsrichter: Manuel Mejuto González  | | |                    |

## Supercopa de España 2007

### Hinspiel
| FC Sevilla                                                 | FC Sevilla | Real Madrid | Real Madrid |
| ---------------------------------------------------------- | --- | --- | ----------- |
| FC Sevilla                                                 | \| 11. August 2007 in Sevilla (Estadio Ramón Sánchez Pizjuán) \| \| Ergebnis: 1:0 (1:0) \| \| Zuschauer: 45.000 \| \| Schiedsrichter: Alfonso Pérez Burrull \|                                                                              | \| 11. August 2007 in Sevilla (Estadio Ramón Sánchez Pizjuán) \| \| Ergebnis: 1:0 (1:0) \| \| Zuschauer: 45.000 \| \| Schiedsrichter: Alfonso Pérez Burrull \|                                                                 | Real Madrid |
| FC Sevilla                                                 | Andrés Palop – Dani Alves, Khalid Boulahrouz, Ivica Dragutinović, Antonio Puerta – José Luis Martí , Seydou Keita, Duda (67. Diego Capel), Jesús Navas (75. Enzo Maresca) – Renato (57. Tom De Mul), Luís Fabiano Cheftrainer: Juande Ramos | Iker Casillas – Sergio Ramos, Pepe, Fabio Cannavaro, Miguel Torres – Mahamadou Diarra, Fernando Gago (46. Júlio Baptista), Javier Balboa (62. Javier Saviola), Guti, Robinho – Raúl Cheftrainer: Bernd Schuster ( Deutschland) | Real Madrid |
| FC Sevilla                                                 | 1:0 Luís Fabiano (27., Foulelfmeter) | | Real Madrid |
| 11. August 2007 in Sevilla (Estadio Ramón Sánchez Pizjuán) | | |             |
| Ergebnis: 1:0 (1:0)                                        | | |             |
| Zuschauer: 45.000                                          | | |             |
| Schiedsrichter: Alfonso Pérez Burrull                      | | |             |

### Rückspiel
| Real Madrid                                           | Real Madrid | FC Sevilla | FC Sevilla |
| ----------------------------------------------------- | --- | --- | ---------- |
| Real Madrid                                           | \| 19. August 2007 in Madrid (Estadio Santiago Bernabéu) \| \| Ergebnis: 3:5 (2:3) \| \| Zuschauer: 61.000 \| \| Schiedsrichter: Alberto Undiano Mallenco \|                                                                                                 | \| 19. August 2007 in Madrid (Estadio Santiago Bernabéu) \| \| Ergebnis: 3:5 (2:3) \| \| Zuschauer: 61.000 \| \| Schiedsrichter: Alberto Undiano Mallenco \| | FC Sevilla |
| Real Madrid                                           | Iker Casillas – Sergio Ramos, Pepe, Fabio Cannavaro, Miguel Torres (46. Guti) – Mahamadou Diarra, Royston Drenthe, Wesley Sneijder (82. Júlio Baptista), Robinho – Ruud van Nistelrooy, Raúl (64. Javier Saviola) Cheftrainer: Bernd Schuster ( Deutschland) | Andrés Palop – Dani Alves, Aquivaldo Mosquera (46. Seydou Keita), Ivica Dragutinović, Federico Fazio – José Luis Martí , Christian Poulsen, Duda (71. Alexander Kerschakow), Jesús Navas – Renato (79. Enzo Maresca), Frédéric Kanouté Cheftrainer: Juande Ramos | FC Sevilla |
| Real Madrid                                           | 1:1 Royston Drenthe (23.) 2:3 Fabio Cannavaro (44.) 3:3 Sergio Ramos (78.) | 0:1 Renato (16.) 1:2 Renato (28.) 1:3 Frédéric Kanouté (37., Handelfmeter) 3:4 Frédéric Kanouté (80.) 3:5 Frédéric Kanouté (89.) | FC Sevilla |
| Real Madrid                                           | Pepe (37.), Guti (58.), Sergio Ramos (75.) | Dani Alves (31.), Duda (70.), Renato (78.), Enzo Maresca (86.) | FC Sevilla |
| Real Madrid                                           | Pepe (88.) | | FC Sevilla |
| 19. August 2007 in Madrid (Estadio Santiago Bernabéu) | | |            |
| Ergebnis: 3:5 (2:3)                                   | | |            |
| Zuschauer: 61.000                                     | | |            |
| Schiedsrichter: Alberto Undiano Mallenco              | | |            |

## Supercopa de España 2008

### Hinspiel
| FC Valencia                                    | FC Valencia | Real Madrid | Real Madrid |
| ---------------------------------------------- | --- | --- | ----------- |
| FC Valencia                                    | \| 17. August 2008 in Valencia (Estadio Mestalla) \| \| Ergebnis: 3:2 (0:1) \| \| Zuschauer: 35.000 \| \| Schiedsrichter: Luis Medina Cantalejo \|                                                                              | \| 17. August 2008 in Valencia (Estadio Mestalla) \| \| Ergebnis: 3:2 (0:1) \| \| Zuschauer: 35.000 \| \| Schiedsrichter: Luis Medina Cantalejo \| | Real Madrid |
| FC Valencia                                    | Timo Hildebrand – Miguel, Raúl Albiol, Alexis, Emiliano Moretti – Rubén Baraja (74. Manuel Fernandes), David Albelda, Joaquín (64. Pablo Hernández), David Silva – Juan Mata (71. Vicente), David Villa Cheftrainer: Unai Emery | Iker Casillas – Míchel Salgado (63. Sergio Ramos), Javi García, Gabriel Heinze, Miguel Torres – Mahamadou Diarra, Rubén de la Red, Rafael van der Vaart, Robinho (63. Arjen Robben) – Ruud van Nistelrooy, Raúl (74. Guti) Cheftrainer: Bernd Schuster ( Deutschland) | Real Madrid |
| FC Valencia                                    | 1:1 Juan Mata (55.) 2:1 David Villa (58.) 3:2 Vicente (80.) | 0:1 Ruud van Nistelrooy (13.) 2:2 Ruud van Nistelrooy (67.) | Real Madrid |
| FC Valencia                                    | David Villa (23.), David Albelda (41.) | Javi García (51.) | Real Madrid |
| 17. August 2008 in Valencia (Estadio Mestalla) | | |             |
| Ergebnis: 3:2 (0:1)                            | | |             |
| Zuschauer: 35.000                              | | |             |
| Schiedsrichter: Luis Medina Cantalejo          | | |             |

### Rückspiel
| Real Madrid                                           | Real Madrid | FC Valencia | FC Valencia |
| ----------------------------------------------------- | --- | --- | ----------- |
| Real Madrid                                           | \| 24. August 2008 in Madrid (Estadio Santiago Bernabéu) \| \| Ergebnis: 4:2 (0:1) \| \| Zuschauer: 60.000 \| \| Schiedsrichter: Eduardo Iturralde González \| | \| 24. August 2008 in Madrid (Estadio Santiago Bernabéu) \| \| Ergebnis: 4:2 (0:1) \| \| Zuschauer: 60.000 \| \| Schiedsrichter: Eduardo Iturralde González \|                                                                     | FC Valencia |
| Real Madrid                                           | Iker Casillas – Sergio Ramos, Pepe, Gabriel Heinze, Miguel Torres (63. Royston Drenthe) – Mahamadou Diarra, Guti (78. Rubén de la Red), Rafael van der Vaart, Arjen Robben – Ruud van Nistelrooy, Raúl (80. Gonzalo Higuaín) Cheftrainer: Bernd Schuster ( Deutschland) | Timo Hildebrand – Miguel, Raúl Albiol (81. Fernando Morientes), Alexis, Emiliano Moretti – Rubén Baraja , David Albelda, Joaquín (67. Pablo Hernández), David Silva – Juan Mata (59. Vicente), David Villa Cheftrainer: Unai Emery | FC Valencia |
| Real Madrid                                           | 1:1 Ruud van Nistelrooy (49., Handelfmeter) 2:1 Sergio Ramos (75.) 3:1 Rubén de la Red (85.) 4:1 Gonzalo Higuaín (88.) | 0:1 David Silva (13.) 4:2 Fernando Morientes (89.) | FC Valencia |
| Real Madrid                                           | Ruud van Nistelrooy (52.), Gabriel Heinze (72.) | Raúl Albiol (48.) | FC Valencia |
| Real Madrid                                           | Ruud van Nistelrooy (72.) | | FC Valencia |
| Real Madrid                                           | Rafael van der Vaart (39.) | | FC Valencia |
| 24. August 2008 in Madrid (Estadio Santiago Bernabéu) | | |             |
| Ergebnis: 4:2 (0:1)                                   | | |             |
| Zuschauer: 60.000                                     | | |             |
| Schiedsrichter: Eduardo Iturralde González            | | |             |

## Supercopa de España 2009

### Hinspiel
| Athletic Bilbao                       | Athletic Bilbao | FC Barcelona | FC Barcelona |
| ------------------------------------- | --- | --- | ------------ |
| Athletic Bilbao                       | \| 16. August 2009 in Bilbao (San Mamés) \| \| Ergebnis: 1:2 (1:0) \| \| Zuschauer: 35.000 \| \| Schiedsrichter: Antonio Rubinos Pérez \| | \| 16. August 2009 in Bilbao (San Mamés) \| \| Ergebnis: 1:2 (1:0) \| \| Zuschauer: 35.000 \| \| Schiedsrichter: Antonio Rubinos Pérez \|                                                                | FC Barcelona |
| Athletic Bilbao                       | Gorka Iraizoz – Andoni Iraola, Ustaritz, Aitor Ocio, Koikili – Markel Susaeta, Pablo Orbaiz , Carlos Gurpegui, Igor Gabilondo (67. Xabier Castillo) – Óscar de Marcos (60. Gaizka Toquero), Fernando Llorente (74. Joseba Etxeberria) Cheftrainer: Joaquín Caparrós | Víctor Valdés – Dani Alves, Carles Puyol , Gerard Piqué, Éric Abidal – Yaya Touré, Xavi (81. Sergio Busquets), Seydou Keita – Pedro, Bojan Krkić, Thierry Henry (74. Jeffrén) Cheftrainer: Pep Guardiola | FC Barcelona |
| Athletic Bilbao                       | 1:0 Óscar de Marcos (44.) | 1:1 Xavi (59.) 1:2 Pedro (68.) | FC Barcelona |
| Athletic Bilbao                       | Carlos Gurpegui (70.), Koikili (79.) | Gerard Piqué (53.) Dani Alves (90.) | FC Barcelona |
| 16. August 2009 in Bilbao (San Mamés) | | |              |
| Ergebnis: 1:2 (1:0)                   | | |              |
| Zuschauer: 35.000                     | | |              |
| Schiedsrichter: Antonio Rubinos Pérez | | |              |

### Rückspiel
| FC Barcelona                            | FC Barcelona | Athletic Bilbao | Athletic Bilbao |
| --------------------------------------- | --- | --- | --------------- |
| FC Barcelona                            | \| 23. August 2009 in Barcelona (Camp Nou) \| \| Ergebnis: 3:0 (0:0) \| \| Zuschauer: 61.000 \| \| Schiedsrichter: Carlos Velasco Carballo \|                                                                                      | \| 23. August 2009 in Barcelona (Camp Nou) \| \| Ergebnis: 3:0 (0:0) \| \| Zuschauer: 61.000 \| \| Schiedsrichter: Carlos Velasco Carballo \| | Athletic Bilbao |
| FC Barcelona                            | Víctor Valdés – Dani Alves, Carles Puyol , Gerard Piqué (76. Pedro), Maxwell – Yaya Touré, Xavi, Seydou Keita – Lionel Messi, Zlatan Ibrahimović (71. Bojan Krkić), Thierry Henry (75. Sergio Busquets) Cheftrainer: Pep Guardiola | Gorka Iraizoz – Andoni Iraola, Ustaritz, Xabier Etxebarria, Koikili – David López (60. Ander Iturraspe), Pablo Orbaiz, Carlos Gurpegui, Igor Gabilondo – Joseba Etxeberria (56. Gaizka Toquero), Iñigo Díaz de Cerio (46. Ion Vélez) Cheftrainer: Joaquín Caparrós | Athletic Bilbao |
| FC Barcelona                            | 1:0 Lionel Messi (50.) 2:0 Lionel Messi (68.) 3:0 Bojan Krkić (72.) | | Athletic Bilbao |
| FC Barcelona                            | Carles Puyol (21.), Yaya Touré (34.), Xavi (77.) | Xabier Etxebarria (16.), David López (44.), Gaizka Toquero (63.), Ustaritz (68.) | Athletic Bilbao |
| 23. August 2009 in Barcelona (Camp Nou) | | |                 |
| Ergebnis: 3:0 (0:0)                     | | |                 |
| Zuschauer: 61.000                       | | |                 |
| Schiedsrichter: Carlos Velasco Carballo | | |                 |

## Supercopa de España 2010

### Hinspiel
| FC Sevilla                                                 | FC Sevilla | FC Barcelona | FC Barcelona |
| ---------------------------------------------------------- | --- | --- | ------------ |
| FC Sevilla                                                 | \| 14. August 2010 in Sevilla (Estadio Ramón Sánchez Pizjuán) \| \| Ergebnis: 3:1 (0:1) \| \| Zuschauer: 38.000 \| \| Schiedsrichter: César Muñiz Fernández \|                                                                                         | \| 14. August 2010 in Sevilla (Estadio Ramón Sánchez Pizjuán) \| \| Ergebnis: 3:1 (0:1) \| \| Zuschauer: 38.000 \| \| Schiedsrichter: César Muñiz Fernández \|                                                                         | FC Barcelona |
| FC Sevilla                                                 | Andrés Palop – Abdoulay Konko, Federico Fazio, Julien Escudé, Mouhamadou Dabo – Didier Zokora, Jesús Navas, Renato (64. Frédéric Kanouté), Romaric (46. Luca Cigarini), Diego Perotti – Luís Fabiano (70. Álvaro Negredo) Cheftrainer: Antonio Álvarez | Rubén Miño – Dani Alves, Sergi Gómez, Gabriel Milito (81. Adriano), Éric Abidal – Oriol Romeu, Jonathan dos Santos (65. Thiago), Seydou Keita – Bojan Krkić, Zlatan Ibrahimović (52. Lionel Messi), Maxwell Cheftrainer: Pep Guardiola | FC Barcelona |
| FC Sevilla                                                 | 1:1 Luís Fabiano (61.) 2:1 Frédéric Kanouté (73.) 3:1 Frédéric Kanouté (82.) | 0:1 Zlatan Ibrahimović (20.) | FC Barcelona |
| FC Sevilla                                                 | Didier Zokora (57.), Mouhamadou Dabo (68.), Luca Cigarini (72.) | Dani Alves (89.) | FC Barcelona |
| 14. August 2010 in Sevilla (Estadio Ramón Sánchez Pizjuán) | | |              |
| Ergebnis: 3:1 (0:1)                                        | | |              |
| Zuschauer: 38.000                                          | | |              |
| Schiedsrichter: César Muñiz Fernández                      | | |              |

### Rückspiel
| FC Barcelona                               | FC Barcelona | FC Sevilla | FC Sevilla |
| ------------------------------------------ | --- | --- | ---------- |
| FC Barcelona                               | \| 21. August 2010 in Barcelona (Camp Nou) \| \| Ergebnis: 4:0 (3:0) \| \| Zuschauer: 67.000 \| \| Schiedsrichter: Fernando Teixeira Vitienes \|                                                                        | \| 21. August 2010 in Barcelona (Camp Nou) \| \| Ergebnis: 4:0 (3:0) \| \| Zuschauer: 67.000 \| \| Schiedsrichter: Fernando Teixeira Vitienes \| | FC Sevilla |
| FC Barcelona                               | Víctor Valdés – Dani Alves, Éric Abidal, Gerard Piqué, Maxwell – Seydou Keita, Sergio Busquets, Xavi (88. Adriano) – Lionel Messi, Bojan Krkić (57. Andrés Iniesta), Pedro (57. David Villa) Cheftrainer: Pep Guardiola | Andrés Palop – Abdoulay Konko, Fernando Navarro, Julien Escudé, Mouhamadou Dabo – Didier Zokora, Jesús Navas, Alejandro Alfaro (61. Diego Perotti), Romaric (61. Luca Cigarini) – Diego Capel (61. Luís Fabiano), Álvaro Negredo Cheftrainer: Antonio Álvarez | FC Sevilla |
| FC Barcelona                               | 1:0 Abdoulay Konko (14., Eigentor) 2:0 Lionel Messi (24.) 3:0 Lionel Messi (44.) 4:0 Lionel Messi (89.) | | FC Sevilla |
| FC Barcelona                               | Gerard Piqué (79.) | Romaric (33.), Luca Cigarini (89.) | FC Sevilla |
| 21. August 2010 in Barcelona (Camp Nou)    | | |            |
| Ergebnis: 4:0 (3:0)                        | | |            |
| Zuschauer: 67.000                          | | |            |
| Schiedsrichter: Fernando Teixeira Vitienes | | |            |

## Supercopa de España 2011

### Hinspiel
| Real Madrid                                           | Real Madrid | FC Barcelona | FC Barcelona | Aufstellung                                |
| ----------------------------------------------------- | --- | --- | ------------ | ------------------------------------------ |
| Real Madrid                                           | \| 14. August 2011 in Madrid (Estadio Santiago Bernabéu) \| \| Ergebnis: 2:2 (1:2) \| \| Zuschauer: 79.800 \| \| Schiedsrichter: Fernando Teixeira Vitienes \|                                                                                                 | \| 14. August 2011 in Madrid (Estadio Santiago Bernabéu) \| \| Ergebnis: 2:2 (1:2) \| \| Zuschauer: 79.800 \| \| Schiedsrichter: Fernando Teixeira Vitienes \|                                                              | FC Barcelona | Aufstellung Real Madrid gegen FC Barcelona |
| Real Madrid                                           | Iker Casillas – Sergio Ramos, Pepe, Ricardo Carvalho, Marcelo – Xabi Alonso, Sami Khedira (53. Fábio Coentrão), Mesut Özil – Ángel Di María (57. José Callejón), Karim Benzema (80. Gonzalo Higuaín), Cristiano Ronaldo Cheftrainer: José Mourinho ( Portugal) | Víctor Valdés – Dani Alves, Javier Mascherano, Éric Abidal, Adriano (61. Gerard Piqué) – Thiago (57. Xavi), Andrés Iniesta, Seydou Keita – Alexis Sánchez, Lionel Messi, David Villa (71. Pedro) Cheftrainer: Pep Guardiola | FC Barcelona | Aufstellung Real Madrid gegen FC Barcelona |
| Real Madrid                                           | 1:0 Mesut Özil (13.) 2:2 Xabi Alonso (53.) | 1:1 David Villa (35.) 1:2 Lionel Messi (45.) | FC Barcelona | Aufstellung Real Madrid gegen FC Barcelona |
| Real Madrid                                           | Sami Khedira (31.), Xabi Alonso (76.), Fábio Coentrão (90.) | Alexis Sánchez (52.), Dani Alves (90.) | FC Barcelona | Aufstellung Real Madrid gegen FC Barcelona |
| 14. August 2011 in Madrid (Estadio Santiago Bernabéu) | | |              |                                            |
| Ergebnis: 2:2 (1:2)                                   | | |              |                                            |
| Zuschauer: 79.800                                     | | |              |                                            |
| Schiedsrichter: Fernando Teixeira Vitienes            | | |              |                                            |

### Rückspiel
| FC Barcelona                             | FC Barcelona | Real Madrid | Real Madrid | Aufstellung                                |
| ---------------------------------------- | --- | --- | ----------- | ------------------------------------------ |
| FC Barcelona                             | \| 17. August 2011 in Barcelona (Camp Nou) \| \| Ergebnis: 3:2 (2:1) \| \| Zuschauer: 93.000 \| \| Schiedsrichter: David Fernández Borbalán \|                                                                                       | \| 17. August 2011 in Barcelona (Camp Nou) \| \| Ergebnis: 3:2 (2:1) \| \| Zuschauer: 93.000 \| \| Schiedsrichter: David Fernández Borbalán \| | Real Madrid | Aufstellung FC Barcelona gegen Real Madrid |
| FC Barcelona                             | Víctor Valdés – Dani Alves, Javier Mascherano, Gerard Piqué, Éric Abidal – Xavi , Sergio Busquets (85. Seydou Keita), Andrés Iniesta – Pedro (82. Cesc Fàbregas), Lionel Messi, David Villa (73. Adriano) Cheftrainer: Pep Guardiola | Iker Casillas – Sergio Ramos, Pepe, Ricardo Carvalho, Fábio Coentrão – Xabi Alonso, Sami Khedira (63. Gonzalo Higuaín), Ángel Di María (46. Marcelo) – Mesut Özil (78. Kaká), Karim Benzema, Cristiano Ronaldo Cheftrainer: José Mourinho ( Portugal) | Real Madrid | Aufstellung FC Barcelona gegen Real Madrid |
| FC Barcelona                             | 1:0 Andrés Iniesta (15.) 2:1 Lionel Messi (44.) 3:2 Lionel Messi (88.) | 1:1 Cristiano Ronaldo (20.) 2:2 Karim Benzema (81.) | Real Madrid | Aufstellung FC Barcelona gegen Real Madrid |
| FC Barcelona                             | Xavi (41.), Javier Mascherano (53.), Víctor Valdés (90.) | Sami Khedira (27.), Cristiano Ronaldo (53.), Pepe (61.), Sergio Ramos (76.), Fábio Coentrão (84.) | Real Madrid | Aufstellung FC Barcelona gegen Real Madrid |
| FC Barcelona                             | David Villa (90.) | Marcelo (90.), Mesut Özil (90.) | Real Madrid | Aufstellung FC Barcelona gegen Real Madrid |
| 17. August 2011 in Barcelona (Camp Nou)  | | |             |                                            |
| Ergebnis: 3:2 (2:1)                      | | |             |                                            |
| Zuschauer: 93.000                        | | |             |                                            |
| Schiedsrichter: David Fernández Borbalán | | |             |                                            |

## Supercopa de España 2012

### Hinspiel
| FC Barcelona                            | FC Barcelona | Real Madrid | Real Madrid | Aufstellung                                |
| --------------------------------------- | --- | --- | ----------- | ------------------------------------------ |
| FC Barcelona                            | \| 23. August 2012 in Barcelona (Camp Nou) \| \| Ergebnis: 3:2 (0:0) \| \| Zuschauer: 91.800 \| \| Schiedsrichter: Carlos Clos Gómez \|                                                                                                 | \| 23. August 2012 in Barcelona (Camp Nou) \| \| Ergebnis: 3:2 (0:0) \| \| Zuschauer: 91.800 \| \| Schiedsrichter: Carlos Clos Gómez \| | Real Madrid | Aufstellung FC Barcelona gegen Real Madrid |
| FC Barcelona                            | Víctor Valdés – Dani Alves, Javier Mascherano, Gerard Piqué, Adriano – Sergio Busquets, Xavi (81. Cesc Fàbregas), Andrés Iniesta – Alexis Sánchez (70. Cristian Tello), Lionel Messi, Pedro (85. Jordi Alba) Cheftrainer: Tito Vilanova | Iker Casillas – Álvaro Arbeloa, Sergio Ramos, Raúl Albiol, Fábio Coentrão – Xabi Alonso, Sami Khedira, Mesut Özil (79. Marcelo) – José Callejón (65. Ángel Di María), Karim Benzema (60. Gonzalo Higuaín), Cristiano Ronaldo Cheftrainer: José Mourinho ( Portugal) | Real Madrid | Aufstellung FC Barcelona gegen Real Madrid |
| FC Barcelona                            | 1:1 Pedro (56.) 2:1 Lionel Messi (69., Foulelfmeter) 3:1 Xavi (77.) | 0:1 Cristiano Ronaldo (55.) 3:2 Ángel Di María (84.) | Real Madrid | Aufstellung FC Barcelona gegen Real Madrid |
| FC Barcelona                            | Javier Mascherano (44.) | Xabi Alonso (11.), Álvaro Arbeloa (44.), Raúl Albiol (50.) | Real Madrid | Aufstellung FC Barcelona gegen Real Madrid |
| 23. August 2012 in Barcelona (Camp Nou) | | |             |                                            |
| Ergebnis: 3:2 (0:0)                     | | |             |                                            |
| Zuschauer: 91.800                       | | |             |                                            |
| Schiedsrichter: Carlos Clos Gómez       | | |             |                                            |

### Rückspiel
| Real Madrid                                           | Real Madrid | FC Barcelona | FC Barcelona | Aufstellung                                |
| ----------------------------------------------------- | --- | --- | ------------ | ------------------------------------------ |
| Real Madrid                                           | \| 29. August 2012 in Madrid (Estadio Santiago Bernabéu) \| \| Ergebnis: 2:1 (2:1) \| \| Zuschauer: 85.500 \| \| Schiedsrichter: Antonio Mateu Lahoz \|                                                                                                   | \| 29. August 2012 in Madrid (Estadio Santiago Bernabéu) \| \| Ergebnis: 2:1 (2:1) \| \| Zuschauer: 85.500 \| \| Schiedsrichter: Antonio Mateu Lahoz \|                                                                                  | FC Barcelona | Aufstellung Real Madrid gegen FC Barcelona |
| Real Madrid                                           | Iker Casillas – Álvaro Arbeloa, Sergio Ramos, Pepe, Marcelo – Xabi Alonso, Sami Khedira, Mesut Özil (83. Luka Modrić) – Ángel Di María (78. José Callejón), Gonzalo Higuaín (82. Karim Benzema), Cristiano Ronaldo Cheftrainer: José Mourinho ( Portugal) | Víctor Valdés – Adriano, Javier Mascherano, Gerard Piqué, Jordi Alba – Sergio Busquets (75. Alex Song), Xavi , Andrés Iniesta – Alexis Sánchez (32. Martín Montoya), Lionel Messi, Pedro (82. Cristian Tello) Cheftrainer: Tito Vilanova | FC Barcelona | Aufstellung Real Madrid gegen FC Barcelona |
| Real Madrid                                           | 1:0 Gonzalo Higuaín (11.) 2:0 Cristiano Ronaldo (19.) | 2:1 Lionel Messi (45.) | FC Barcelona | Aufstellung Real Madrid gegen FC Barcelona |
| Real Madrid                                           | Pepe (20.), Álvaro Arbeloa (38.), Sami Khedira (63.), Xabi Alonso (73.) | Javier Mascherano (14.), Gerard Piqué (50.) | FC Barcelona | Aufstellung Real Madrid gegen FC Barcelona |
| Real Madrid                                           | Adriano (28.) | | FC Barcelona | Aufstellung Real Madrid gegen FC Barcelona |
| 29. August 2012 in Madrid (Estadio Santiago Bernabéu) | | |              |                                            |
| Ergebnis: 2:1 (2:1)                                   | | |              |                                            |
| Zuschauer: 85.500                                     | | |              |                                            |
| Schiedsrichter: Antonio Mateu Lahoz                   | | |              |                                            |

## Supercopa de España 2013

### Hinspiel
| Atlético Madrid                                      | Atlético Madrid | FC Barcelona | FC Barcelona | Aufstellung                                    |
| ---------------------------------------------------- | --- | --- | ------------ | ---------------------------------------------- |
| Atlético Madrid                                      | \| 21. August 2013 in Madrid (Estadio Vicente Calderón) \| \| Ergebnis: 1:1 (1:0) \| \| Zuschauer: 54.851 \| \| Schiedsrichter: Alberto Undiano Mallenco \|                                                                           | \| 21. August 2013 in Madrid (Estadio Vicente Calderón) \| \| Ergebnis: 1:1 (1:0) \| \| Zuschauer: 54.851 \| \| Schiedsrichter: Alberto Undiano Mallenco \|                                                                                        | FC Barcelona | Aufstellung Atlético Madrid gegen FC Barcelona |
| Atlético Madrid                                      | Thibaut Courtois – Juanfran, Miranda, Diego Godín, Filipe Luís – Koke (72. Óliver), Mario Suárez, Gabi , Arda Turan (76. Léo Baptistão) – David Villa, Diego Costa (79. Cristian Rodríguez) Cheftrainer: Diego Simeone ( Argentinien) | Víctor Valdés – Dani Alves, Gerard Piqué, Javier Mascherano, Jordi Alba – Xavi (89. Alex Song), Sergio Busquets, Andrés Iniesta – Alexis Sánchez, Lionel Messi (46. Cesc Fàbregas), Pedro (59. Neymar) Cheftrainer: Gerardo Martino ( Argentinien) | FC Barcelona | Aufstellung Atlético Madrid gegen FC Barcelona |
| Atlético Madrid                                      | 1:0 David Villa (12.) | 1:1 Neymar (66.) | FC Barcelona | Aufstellung Atlético Madrid gegen FC Barcelona |
| Atlético Madrid                                      | Juanfran (35.), Filipe (38.), Mario Suárez (55.) | Sergio Busquets (42.), Jordi Alba (64.), Neymar (85.) | FC Barcelona | Aufstellung Atlético Madrid gegen FC Barcelona |
| 21. August 2013 in Madrid (Estadio Vicente Calderón) | | |              |                                                |
| Ergebnis: 1:1 (1:0)                                  | | |              |                                                |
| Zuschauer: 54.851                                    | | |              |                                                |
| Schiedsrichter: Alberto Undiano Mallenco             | | |              |                                                |

### Rückspiel
| FC Barcelona                             | FC Barcelona | Atlético Madrid | Atlético Madrid | Aufstellung                                    |
| ---------------------------------------- | --- | --- | --------------- | ---------------------------------------------- |
| FC Barcelona                             | \| 28. August 2013 in Barcelona (Camp Nou) \| \| Ergebnis: 0:0 \| \| Schiedsrichter: David Fernández Borbalán \| | \| 28. August 2013 in Barcelona (Camp Nou) \| \| Ergebnis: 0:0 \| \| Schiedsrichter: David Fernández Borbalán \| | Atlético Madrid | Aufstellung FC Barcelona gegen Atlético Madrid |
| FC Barcelona                             | Víctor Valdés – Dani Alves, Gerard Piqué, Javier Mascherano, Jordi Alba – Xavi , Sergio Busquets, Cesc Fàbregas (72. Andrés Iniesta) – Alexis Sánchez (64. Pedro), Lionel Messi, Neymar Cheftrainer: Gerardo Martino ( Argentinien) | Thibaut Courtois – Juanfran, Miranda, Diego Godín, Filipe Luís – Koke (89. Léo Baptistão), Mario Suárez, Gabi , Arda Turan (72. Adrián López) – David Villa (83. Cristian Rodríguez), Diego Costa Cheftrainer: Diego Simeone ( Argentinien) | Atlético Madrid | Aufstellung FC Barcelona gegen Atlético Madrid |
| FC Barcelona                             | Cesc Fàbregas (29.), Sergio Busquets (30.), Gerard Piqué (54.) | Koke (26.), Gabi (82.), Diego Costa (86.), Miranda (89.) | Atlético Madrid | Aufstellung FC Barcelona gegen Atlético Madrid |
| FC Barcelona                             | Filipe Luís (86.), Arda Turan (90.) | | Atlético Madrid | Aufstellung FC Barcelona gegen Atlético Madrid |
| FC Barcelona                             | Messi verschießt Foulelfmeter (89.) | | Atlético Madrid | Aufstellung FC Barcelona gegen Atlético Madrid |
| 28. August 2013 in Barcelona (Camp Nou)  | | |                 |                                                |
| Ergebnis: 0:0                            | | |                 |                                                |
| Schiedsrichter: David Fernández Borbalán | | |                 |                                                |

## Supercopa de España 2014

### Hinspiel
| Real Madrid                                           | Real Madrid | Atlético Madrid | Atlético Madrid | Aufstellung                                   |
| ----------------------------------------------------- | --- | --- | --------------- | --------------------------------------------- |
| Real Madrid                                           | \| 19. August 2014 in Madrid (Estadio Santiago Bernabéu) \| \| Ergebnis: 1:1 (0:0) \| \| Schiedsrichter: Javier Estrada Fernández \|                                                                                                 | \| 19. August 2014 in Madrid (Estadio Santiago Bernabéu) \| \| Ergebnis: 1:1 (0:0) \| \| Schiedsrichter: Javier Estrada Fernández \| | Atlético Madrid | Aufstellung Real Madrid gegen Atlético Madrid |
| Real Madrid                                           | Iker Casillas – Dani Carvajal, Sergio Ramos, Pepe, Marcelo – Toni Kroos, Xabi Alonso, Luka Modrić (78. Ángel Di María) – Gareth Bale, Karim Benzema, Cristiano Ronaldo (46. James Rodríguez) Cheftrainer: Carlo Ancelotti ( Italien) | Miguel Ángel Moyà – Juanfran, João Miranda, Diego Godín, Guilherme Siqueira (64. Cristian Ansaldi) – Koke, Mario Suárez, Gabi , Saúl (46. Antoine Griezmann) – Mario Mandžukić (78. Raúl Jiménez), Raúl García Cheftrainer: Diego Simeone ( Argentinien) | Atlético Madrid | Aufstellung Real Madrid gegen Atlético Madrid |
| Real Madrid                                           | 1:0 James Rodríguez (81.) | 1:1 Raúl García (88.) | Atlético Madrid | Aufstellung Real Madrid gegen Atlético Madrid |
| Real Madrid                                           | Xabi Alonso (38.), Sergio Ramos (61.) | Koke (5.), Guilherme Siqueira (13.), Mario Suárez (58.), Mario Mandžukić (61.), Raúl García (68.) | Atlético Madrid | Aufstellung Real Madrid gegen Atlético Madrid |
| 19. August 2014 in Madrid (Estadio Santiago Bernabéu) | | |                 |                                               |
| Ergebnis: 1:1 (0:0)                                   | | |                 |                                               |
| Schiedsrichter: Javier Estrada Fernández              | | |                 |                                               |

### Rückspiel
| Atlético Madrid                                      | Atlético Madrid | Real Madrid | Real Madrid | Aufstellung                                   |
| ---------------------------------------------------- | --- | --- | ----------- | --------------------------------------------- |
| Atlético Madrid                                      | \| 22. August 2014 in Madrid (Estadio Vicente Calderón) \| \| Ergebnis: 1:0 (1:0) \| \| Zuschauer: 54.000 \| \| Schiedsrichter: David Fernández Borbalán \|                                                                                         | \| 22. August 2014 in Madrid (Estadio Vicente Calderón) \| \| Ergebnis: 1:0 (1:0) \| \| Zuschauer: 54.000 \| \| Schiedsrichter: David Fernández Borbalán \|                                                                                               | Real Madrid | Aufstellung Atlético Madrid gegen Real Madrid |
| Atlético Madrid                                      | Miguel Ángel Moyà – Juanfran, João Miranda, Diego Godín, Guilherme Siqueira – Koke, Tiago, Gabi , Antoine Griezmann (73. Raúl Jiménez) – Mario Mandžukić (85. Cristian Rodríguez), Raúl García (90. Saúl) Cheftrainer: Diego Simeone ( Argentinien) | Iker Casillas – Dani Carvajal, Sergio Ramos, Raphaël Varane, Fábio Coentrão (70. Marcelo) – Toni Kroos (46. Cristiano Ronaldo), Xabi Alonso, Luka Modrić – Gareth Bale, Karim Benzema, James Rodríguez (65. Isco) Cheftrainer: Carlo Ancelotti ( Italien) | Real Madrid | Aufstellung Atlético Madrid gegen Real Madrid |
| Atlético Madrid                                      | 1:0 Mario Mandžukić (2.) | | Real Madrid | Aufstellung Atlético Madrid gegen Real Madrid |
| Atlético Madrid                                      | Tiago (18.), Koke (51.), Antoine Griezmann (68.), Raúl García (74.) | Luka Modrić (48.), Xabi Alonso (52.), Isco (78.), Sergio Ramos (89.), Cristiano Ronaldo (90.+4') | Real Madrid | Aufstellung Atlético Madrid gegen Real Madrid |
| Atlético Madrid                                      | Luka Modrić (90.+1') | | Real Madrid | Aufstellung Atlético Madrid gegen Real Madrid |
| 22. August 2014 in Madrid (Estadio Vicente Calderón) | | |             |                                               |
| Ergebnis: 1:0 (1:0)                                  | | |             |                                               |
| Zuschauer: 54.000                                    | | |             |                                               |
| Schiedsrichter: David Fernández Borbalán             | | |             |                                               |

## Supercopa de España 2015

### Hinspiel
| Athletic Bilbao                             | Athletic Bilbao | FC Barcelona | FC Barcelona | Aufstellung                                    |
| ------------------------------------------- | --- | --- | ------------ | ---------------------------------------------- |
| Athletic Bilbao                             | \| 14. August 2015 in Bilbao (San Mamés) \| \| Ergebnis: 4:0 (1:0) \| \| Schiedsrichter: José Luis González González \| | \| 14. August 2015 in Bilbao (San Mamés) \| \| Ergebnis: 4:0 (1:0) \| \| Schiedsrichter: José Luis González González \| | FC Barcelona | Aufstellung Athletic Bilbao gegen FC Barcelona |
| Athletic Bilbao                             | Gorka Iraizoz – Óscar de Marcos, Xabier Etxeita, Aymeric Laporte, Mikel Balenziaga – Beñat, Mikel San José, Markel Susaeta (84. Eneko Bóveda), Javier Eraso (76. Carlos Gurpegui), Sabin Merino (65. Iñigo Lekue) – Aritz Aduriz Cheftrainer: Ernesto Valverde | Marc-André ter Stegen – Dani Alves, Marc Bartra, Thomas Vermaelen, Adriano – Rafinha (51. Andrés Iniesta), Javier Mascherano, Sergi Roberto (60. Ivan Rakitić) – Lionel Messi , Luis Suárez, Pedro (71. Sandro Ramírez) Cheftrainer: Luis Enrique | FC Barcelona | Aufstellung Athletic Bilbao gegen FC Barcelona |
| Athletic Bilbao                             | 1:0 Mikel San José (12.) 2:0 Aritz Aduriz (53.) 3:0 Aritz Aduriz (60.) 4:0 Aritz Aduriz (67., Foulelfmeter) | | FC Barcelona | Aufstellung Athletic Bilbao gegen FC Barcelona |
| Athletic Bilbao                             | Javier Eraso (44.), Beñat (45.), Xabier Etxeita (70.), Markel Susaeta (74.), Carlos Gurpegui (88.), Mikel San José (90.+2') | Pedro (41.), Dani Alves (67.), Javier Mascherano (80.), Andrés Iniesta (90.+1') | FC Barcelona | Aufstellung Athletic Bilbao gegen FC Barcelona |
| 14. August 2015 in Bilbao (San Mamés)       | | |              |                                                |
| Ergebnis: 4:0 (1:0)                         | | |              |                                                |
| Schiedsrichter: José Luis González González | | |              |                                                |

### Rückspiel
| FC Barcelona                            | FC Barcelona | Athletic Bilbao | Athletic Bilbao | Aufstellung                                    |
| --------------------------------------- | --- | --- | --------------- | ---------------------------------------------- |
| FC Barcelona                            | \| 17. August 2015 in Barcelona (Camp Nou) \| \| Ergebnis: 1:1 (1:0) \| \| Schiedsrichter: Carlos Velasco Carballo \| | \| 17. August 2015 in Barcelona (Camp Nou) \| \| Ergebnis: 1:1 (1:0) \| \| Schiedsrichter: Carlos Velasco Carballo \| | Athletic Bilbao | Aufstellung FC Barcelona gegen Athletic Bilbao |
| FC Barcelona                            | Claudio Bravo – Dani Alves, Gerard Piqué, Javier Mascherano, Jérémy Mathieu – Ivan Rakitić (68. Sandro Ramírez), Sergio Busquets, Andrés Iniesta – Lionel Messi, Luis Suárez, Pedro (68. Munir El Haddadi) Cheftrainer: Luis Enrique | Gorka Iraizoz – Eneko Bóveda, Xabier Etxeita (67. Gorka Elustondo), Aymeric Laporte, Mikel Balenziaga – Óscar de Marcos, Carlos Gurpegui, Beñat (83. Mikel Rico), Markel Susaeta, Javier Eraso – Aritz Aduriz (80. Kike Sola) Cheftrainer: Ernesto Valverde | Athletic Bilbao | Aufstellung FC Barcelona gegen Athletic Bilbao |
| FC Barcelona                            | 1:0 Lionel Messi (44.) | 1:1 Aritz Aduriz (74.) | Athletic Bilbao | Aufstellung FC Barcelona gegen Athletic Bilbao |
| FC Barcelona                            | Pedro (44.) | Eneko Bóveda (30.), Javier Eraso (42.), Aritz Aduriz (59.), Beñat (60.) | Athletic Bilbao | Aufstellung FC Barcelona gegen Athletic Bilbao |
| FC Barcelona                            | Gerard Piqué (57.) | Kike Sola (86.) | Athletic Bilbao | Aufstellung FC Barcelona gegen Athletic Bilbao |
| 17. August 2015 in Barcelona (Camp Nou) | | |                 |                                                |
| Ergebnis: 1:1 (1:0)                     | | |                 |                                                |
| Schiedsrichter: Carlos Velasco Carballo | | |                 |                                                |

## Supercopa de España 2016

### Hinspiel
| FC Sevilla                                                 | FC Sevilla | FC Barcelona | FC Barcelona | Aufstellung                               |
| ---------------------------------------------------------- | --- | --- | ------------ | ----------------------------------------- |
| FC Sevilla                                                 | \| 14. August 2016 in Sevilla (Estadio Ramón Sánchez Pizjuán) \| \| Ergebnis: 0:2 (0:0) \| \| Zuschauer: 36.311 \| \| Schiedsrichter: Jesús Gil Manzano \| | \| 14. August 2016 in Sevilla (Estadio Ramón Sánchez Pizjuán) \| \| Ergebnis: 0:2 (0:0) \| \| Zuschauer: 36.311 \| \| Schiedsrichter: Jesús Gil Manzano \|                                                                                                   | FC Barcelona | Aufstellung FC Sevilla gegen FC Barcelona |
| FC Sevilla                                                 | Sergio Rico – Mariano Ferreira, Adil Rami, Gabriel Mercado, Sergio Escudero (55. Pablo Sarabia) – Vitolo , Hiroshi Kiyotake, Matías Kranevitter (69. Ganso), Franco Vázquez, Steven Nzonzi – Luciano Vietto (61. Wissam Ben Yedder) Cheftrainer: Jorge Sampaoli | Claudio Bravo – Sergi Roberto, Gerard Piqué, Javier Mascherano, Jérémy Mathieu (27. Lucas Digne) – Ivan Rakitić, Sergio Busquets, Andrés Iniesta (35. Denis Suárez) – Lionel Messi, Luis Suárez, Arda Turan (76. Munir El Haddadi) Cheftrainer: Luis Enrique | FC Barcelona | Aufstellung FC Sevilla gegen FC Barcelona |
| FC Sevilla                                                 | 0:1 Luis Suarez (53.) 0:2 Munir El Haddadi (80.) | | FC Barcelona | Aufstellung FC Sevilla gegen FC Barcelona |
| FC Sevilla                                                 | Gabriel Mercado (32.), Steven N’Zonzi (70.), Franco Vázquez (78.) | Sergio Busquets (58.), Luis Suárez (84.) | FC Barcelona | Aufstellung FC Sevilla gegen FC Barcelona |
| 14. August 2016 in Sevilla (Estadio Ramón Sánchez Pizjuán) | | |              |                                           |
| Ergebnis: 0:2 (0:0)                                        | | |              |                                           |
| Zuschauer: 36.311                                          | | |              |                                           |
| Schiedsrichter: Jesús Gil Manzano                          | | |              |                                           |

### Rückspiel
| FC Barcelona                                  | FC Barcelona | FC Sevilla | FC Sevilla | Aufstellung                               |
| --------------------------------------------- | --- | --- | ---------- | ----------------------------------------- |
| FC Barcelona                                  | \| 17. August 2016 in Barcelona (Camp Nou) \| \| Ergebnis: 3:0 (1:0) \| \| Zuschauer: 71.803 \| \| Schiedsrichter: Alejandro Hernández Hernández \| | \| 17. August 2016 in Barcelona (Camp Nou) \| \| Ergebnis: 3:0 (1:0) \| \| Zuschauer: 71.803 \| \| Schiedsrichter: Alejandro Hernández Hernández \| | FC Sevilla | Aufstellung FC Barcelona gegen FC Sevilla |
| FC Barcelona                                  | Claudio Bravo – Aleix Vidal, Javier Mascherano, Samuel Umtiti, Lucas Digne (60. Jordi Alba) – Denis Suárez (73. Ivan Rakitić), Sergio Busquets (73. Sergi Samper), André Gomes – Lionel Messi , Munir El Haddadi, Arda Turan Cheftrainer: Luis Enrique | Sergio Rico – Diego González, Vicente Iborra , Gabriel Mercado – Mariano Ferreira, Ganso (56. Franco Vázquez), Matías Kranevitter, Pablo Sarabia (83. Mikel Rico), Jewhen Konopljanka – Joaquín Correa (72. Luciano Vietto), Wissam Ben Yedder (62. Vitolo) Cheftrainer: Jorge Sampaoli | FC Sevilla | Aufstellung FC Barcelona gegen FC Sevilla |
| FC Barcelona                                  | 1:0 Arda Turan (10.) 2:0 Arda Turan (46.) 3:0 Lionel Messi (55.) | | FC Sevilla | Aufstellung FC Barcelona gegen FC Sevilla |
| FC Barcelona                                  | Samuel Umtiti (31.) | Vitolo (87.), Pablo Sarabia (89.) | FC Sevilla | Aufstellung FC Barcelona gegen FC Sevilla |
| 17. August 2016 in Barcelona (Camp Nou)       | | |            |                                           |
| Ergebnis: 3:0 (1:0)                           | | |            |                                           |
| Zuschauer: 71.803                             | | |            |                                           |
| Schiedsrichter: Alejandro Hernández Hernández | | |            |                                           |

## Supercopa de España 2017

### Hinspiel
| FC Barcelona                                 | FC Barcelona | Real Madrid | Real Madrid | Aufstellung                                |
| -------------------------------------------- | --- | --- | ----------- | ------------------------------------------ |
| FC Barcelona                                 | \| 13. August 2017 in Barcelona (Camp Nou) \| \| Ergebnis: 1:3 (0:0) \| \| Zuschauer: 89.514 \| \| Schiedsrichter: Ricardo de Burgos Bengoetxea \| | \| 13. August 2017 in Barcelona (Camp Nou) \| \| Ergebnis: 1:3 (0:0) \| \| Zuschauer: 89.514 \| \| Schiedsrichter: Ricardo de Burgos Bengoetxea \| | Real Madrid | Aufstellung FC Barcelona gegen Real Madrid |
| FC Barcelona                                 | Marc-André ter Stegen – Aleix Vidal, Gerard Piqué, Samuel Umtiti, Jordi Alba – Sergio Busquets, Ivan Rakitić (84. Paco Alcácer), Andrés Iniesta (68. Sergi Roberto) – Lionel Messi, Luis Suárez, Gerard Deulofeu (59. Denis Suárez) Cheftrainer: Ernesto Valverde | Keylor Navas – Dani Carvajal, Sergio Ramos , Raphaël Varane, Marcelo – Casemiro, Toni Kroos, Mateo Kovačić (68. Marco Asensio), Isco – Karim Benzema (58. Cristiano Ronaldo), Gareth Bale (81. Lucas Vázquez) Cheftrainer: Zinédine Zidane ( Frankreich) | Real Madrid | Aufstellung FC Barcelona gegen Real Madrid |
| FC Barcelona                                 | 1:1 Lionel Messi (77., Foulelfmeter) | 0:1 Gerard Piqué (50., Eigentor) 1:2 Cristiano Ronaldo (80.) 1:3 Marco Asensio (90.) | Real Madrid | Aufstellung FC Barcelona gegen Real Madrid |
| FC Barcelona                                 | Gerard Piqué (27.), Lionel Messi (40.), Sergio Busquets (57.) | Casemiro (20.), Gareth Bale (41.), Dani Carvajal (42.), Cristiano Ronaldo (80.) | Real Madrid | Aufstellung FC Barcelona gegen Real Madrid |
| FC Barcelona                                 | Cristiano Ronaldo (82.) | | Real Madrid | Aufstellung FC Barcelona gegen Real Madrid |
| 13. August 2017 in Barcelona (Camp Nou)      | | |             |                                            |
| Ergebnis: 1:3 (0:0)                          | | |             |                                            |
| Zuschauer: 89.514                            | | |             |                                            |
| Schiedsrichter: Ricardo de Burgos Bengoetxea | | |             |                                            |

### Rückspiel
| Real Madrid                                           | Real Madrid | FC Barcelona | FC Barcelona | Aufstellung                                |
| ----------------------------------------------------- | --- | --- | ------------ | ------------------------------------------ |
| Real Madrid                                           | \| 16. August 2017 in Madrid (Estadio Santiago Bernabéu) \| \| Ergebnis: 2:0 (2:0) \| \| Zuschauer: 75.167 \| \| Schiedsrichter: José María Sánchez Martínez \|                                                                                                | \| 16. August 2017 in Madrid (Estadio Santiago Bernabéu) \| \| Ergebnis: 2:0 (2:0) \| \| Zuschauer: 75.167 \| \| Schiedsrichter: José María Sánchez Martínez \| | FC Barcelona | Aufstellung Real Madrid gegen FC Barcelona |
| Real Madrid                                           | Keylor Navas – Dani Carvajal, Sergio Ramos , Raphaël Varane, Marcelo – Luka Modrić, Mateo Kovačić (62. Casemiro), Toni Kroos (80. Dani Ceballos) – Marco Asensio (75. Théo Hernández), Karim Benzema, Lucas Vázquez Cheftrainer: Zinédine Zidane ( Frankreich) | Marc-André ter Stegen – Javier Mascherano, Gerard Piqué (50. Nélson Semedo), Samuel Umtiti – Sergi Roberto, Ivan Rakitić, Sergio Busquets, André Gomes (72. Gerard Deulofeu), Jordi Alba (78. Lucas Digne) – Lionel Messi , Luis Suárez Cheftrainer: Ernesto Valverde | FC Barcelona | Aufstellung Real Madrid gegen FC Barcelona |
| Real Madrid                                           | 1:0 Marco Asensio (4.) 2:0 Karim Benzema (39.) | | FC Barcelona | Aufstellung Real Madrid gegen FC Barcelona |
| Real Madrid                                           | Luis Suárez (89.), Javier Mascherano (90.+3') | | FC Barcelona | Aufstellung Real Madrid gegen FC Barcelona |
| 16. August 2017 in Madrid (Estadio Santiago Bernabéu) | | |              |                                            |
| Ergebnis: 2:0 (2:0)                                   | | |              |                                            |
| Zuschauer: 75.167                                     | | |              |                                            |
| Schiedsrichter: José María Sánchez Martínez           | | |              |                                            |

## Supercopa de España 2018
| FC Barcelona                                               | FC Barcelona | FC Sevilla | FC Sevilla | Aufstellung                               |
| ---------------------------------------------------------- | --- | --- | ---------- | ----------------------------------------- |
| FC Barcelona                                               | \| 12. August 2018 in Tanger, Marokko (Grand Stade de Tanger) \| \| Ergebnis: 2:1 (1:1) \| \| Schiedsrichter: Carlos del Cerro Grande \| | \| 12. August 2018 in Tanger, Marokko (Grand Stade de Tanger) \| \| Ergebnis: 2:1 (1:1) \| \| Schiedsrichter: Carlos del Cerro Grande \| | FC Sevilla | Aufstellung FC Barcelona gegen FC Sevilla |
| FC Barcelona                                               | Marc-André ter Stegen – Nélson Semedo, Gerard Piqué, Clément Lenglet, Jordi Alba – Sergio Busquets – Rafinha (46. Ivan Rakitić), Arthur (53. Philippe Coutinho) – Lionel Messi , Luis Suárez, Ousmane Dembélé (86. Arturo Vidal) Cheftrainer: Ernesto Valverde | Tomáš Vaclík – Gabriel Mercado (85. Wissam Ben Yedder), Simon Kjær, Sergi Gómez – Jesús Navas, Éver Banega, Roque Mesa, Pablo Sarabia (71. Aleix Vidal), Sergio Escudero – Franco Vázquez, Luis Muriel (60. André Silva) Cheftrainer: Pablo Machín | FC Sevilla | Aufstellung FC Barcelona gegen FC Sevilla |
| FC Barcelona                                               | 1:1 Gerard Piqué (42.) 2:1 Ousmane Dembélé (78.) | 0:1 Pablo Sarabia (9.) | FC Sevilla | Aufstellung FC Barcelona gegen FC Sevilla |
| FC Barcelona                                               | Sergio Busquets (16.), Marc-André ter Stegen (90.), Clément Lenglet (90.+2') | Franco Vázquez (24.), Roque Mesa (69.), Aleix Vidal (90.+4') | FC Sevilla | Aufstellung FC Barcelona gegen FC Sevilla |
| FC Barcelona                                               | Ben Yedder verschießt Foulelfmeter (90.+1') | | FC Sevilla | Aufstellung FC Barcelona gegen FC Sevilla |
| 12. August 2018 in Tanger, Marokko (Grand Stade de Tanger) | | |            |                                           |
| Ergebnis: 2:1 (1:1)                                        | | |            |                                           |
| Schiedsrichter: Carlos del Cerro Grande                    | | |            |                                           |

## Supercopa de España 2020
Erstmals wurde der Titel zur Saisonmitte und beginnend mit einem Halbfinale ausgespielt. Dabei traf der Pokalsieger FC Valencia auf den Tabellendritten Real Madrid. Außerdem spielte der amtierende Meister und unterlegende Pokalfinalist FC Barcelona gegen den Vizemeister Atlético Madrid.

### Halbfinale
| FC Valencia                                                                   | FC Valencia | Real Madrid | Real Madrid |
| ----------------------------------------------------------------------------- | --- | --- | ----------- |
| FC Valencia                                                                   | \| 1. Halbfinale \| \| 8. Januar 2020 in Dschidda, Saudi-Arabien (King Abdullah Sports City Stadium) \| \| Ergebnis: 1:3 (0:2) \| \| Zuschauer: 40.877 \| \| Schiedsrichter: Jesús Gil Manzano \|                                                         | \| 1. Halbfinale \| \| 8. Januar 2020 in Dschidda, Saudi-Arabien (King Abdullah Sports City Stadium) \| \| Ergebnis: 1:3 (0:2) \| \| Zuschauer: 40.877 \| \| Schiedsrichter: Jesús Gil Manzano \|                                            | Real Madrid |
| FC Valencia                                                                   | Jaume Doménech – Daniel Wass, Ezequiel Garay, Gabriel Paulista, José Gayà – Geoffrey Kondogbia (58. Maximiliano Gómez) – Ferran Torres, Francis Coquelin, Dani Parejo , Carlos Soler – Kevin Gameiro (70. Denis Tscheryschew) Cheftrainer: Albert Celades | Thibaut Courtois – Dani Carvajal, Raphaël Varane, Sergio Ramos , Ferland Mendy (71. Marcelo) – Federico Valverde, Casemiro, Toni Kroos – Luka Modrić (77. James), Isco – Luka Jović (83. Mariano) Cheftrainer: Zinédine Zidane ( Frankreich) | Real Madrid |
| FC Valencia                                                                   | 1:3 Dani Parejo (90.+2', Foulelfmeter) | 0:1 Toni Kroos (15.) 0:2 Isco (39.) 0:3 Luka Modrić (65.) | Real Madrid |
| FC Valencia                                                                   | Casemiro (88.) | | Real Madrid |
| 1. Halbfinale                                                                 | | |             |
| 8. Januar 2020 in Dschidda, Saudi-Arabien (King Abdullah Sports City Stadium) | | |             |
| Ergebnis: 1:3 (0:2)                                                           | | |             |
| Zuschauer: 40.877                                                             | | |             |
| Schiedsrichter: Jesús Gil Manzano                                             | | |             |

| FC Barcelona                                                                  | FC Barcelona | Atlético Madrid | Atlético Madrid |
| ----------------------------------------------------------------------------- | --- | --- | --------------- |
| FC Barcelona                                                                  | \| 2. Halbfinale \| \| 9. Januar 2020 in Dschidda, Saudi-Arabien (King Abdullah Sports City Stadium) \| \| Ergebnis: 2:3 (0:0) \| \| Zuschauer: 58.410 \| \| Schiedsrichter: José Luis González González \|                     | \| 2. Halbfinale \| \| 9. Januar 2020 in Dschidda, Saudi-Arabien (King Abdullah Sports City Stadium) \| \| Ergebnis: 2:3 (0:0) \| \| Zuschauer: 58.410 \| \| Schiedsrichter: José Luis González González \|                          | Atlético Madrid |
| FC Barcelona                                                                  | Neto – Sergi Roberto, Gerard Piqué, Samuel Umtiti, Jordi Alba – Arturo Vidal, Sergio Busquets (86. Ivan Rakitić), Frenkie de Jong (88. Ansu Fati) – Lionel Messi , Luis Suárez, Antoine Griezmann Cheftrainer: Ernesto Valverde | Jan Oblak – Kieran Trippier, Stefan Savić, Felipe, Renan Lodi (67. Vitolo) – Ángel Correa, Héctor Herrera (46. Koke, 72. Marcos Llorente), Thomas Partey, Saúl – Álvaro Morata, João Félix Cheftrainer: Diego Simeone ( Argentinien) | Atlético Madrid |
| FC Barcelona                                                                  | 1:1 Lionel Messi (51.) 2:1 Antoine Griezmann (62.) | 0:1 Koke (46.) 2:2 Álvaro Morata (81., Foulelfmeter) 2:3 Ángel Correa (86.) | Atlético Madrid |
| FC Barcelona                                                                  | Gerard Piqué (31.), Luis Suárez (45.+3'), Arturo Vidal (77.), Neto (80.) | Thomas Partey (35.), Stefan Savić (45.+3'), Felipe (64.), Marcos Llorente (72.) | Atlético Madrid |
| 2. Halbfinale                                                                 | | |                 |
| 9. Januar 2020 in Dschidda, Saudi-Arabien (King Abdullah Sports City Stadium) | | |                 |
| Ergebnis: 2:3 (0:0)                                                           | | |                 |
| Zuschauer: 58.410                                                             | | |                 |
| Schiedsrichter: José Luis González González                                   | | |                 |

### Finale
| Real Madrid                                                                    | Real Madrid | Atlético Madrid | Atlético Madrid | Aufstellung                                   |
| ------------------------------------------------------------------------------ | --- | --- | --------------- | --------------------------------------------- |
| Real Madrid                                                                    | \| 12. Januar 2020 in Dschidda, Saudi-Arabien (King Abdullah Sports City Stadium) \| \| Ergebnis: 0:0 n. V., 4:1 i. E. \| \| Zuschauer: 59.053 \| \| Schiedsrichter: José María Sánchez Martínez \|                                                     | \| 12. Januar 2020 in Dschidda, Saudi-Arabien (King Abdullah Sports City Stadium) \| \| Ergebnis: 0:0 n. V., 4:1 i. E. \| \| Zuschauer: 59.053 \| \| Schiedsrichter: José María Sánchez Martínez \|                                                                       | Atlético Madrid | Aufstellung Real Madrid gegen Atlético Madrid |
| Real Madrid                                                                    | Thibaut Courtois – Dani Carvajal, Raphaël Varane, Sergio Ramos , Ferland Mendy – Toni Kroos (103. Vinícius Júnior), Casemiro, Federico Valverde – Luka Modrić, Isco (60. Rodrygo) – Luka Jović (83. Mariano) Cheftrainer: Zinédine Zidane ( Frankreich) | Jan Oblak – Kieran Trippier, Felipe, José María Giménez (98. Stefan Savić), Renan Lodi (89. Marcos Llorente) – Ángel Correa, Héctor Herrera (56. Vitolo), Thomas Partey, Saúl – João Félix (101. Santiago Arias), Álvaro Morata Cheftrainer: Diego Simeone ( Argentinien) | Atlético Madrid | Aufstellung Real Madrid gegen Atlético Madrid |
| Real Madrid                                                                    | Elfmeterschießen | | Atlético Madrid | Aufstellung Real Madrid gegen Atlético Madrid |
| Real Madrid                                                                    | 1:0 Dani Carvajal 2:0 Rodrygo 3:0 Luka Modrić 4:1 Sergio Ramos | Saúl Thomas Partey 3:1 Kieran Trippier | Atlético Madrid | Aufstellung Real Madrid gegen Atlético Madrid |
| Real Madrid                                                                    | Ferland Mendy (92.), Luka Modrić (93.), Federico Valverde (111.), Dani Carvajal (115.) | Felipe (27.), Thomas Partey (74.), Ángel Correa (115.), Stefan Savić (115.) | Atlético Madrid | Aufstellung Real Madrid gegen Atlético Madrid |
| Real Madrid                                                                    | Federico Valverde (115.) | | Atlético Madrid | Aufstellung Real Madrid gegen Atlético Madrid |
| 12. Januar 2020 in Dschidda, Saudi-Arabien (King Abdullah Sports City Stadium) | | |                 |                                               |
| Ergebnis: 0:0 n. V., 4:1 i. E.                                                 | | |                 |                                               |
| Zuschauer: 59.053                                                              | | |                 |                                               |
| Schiedsrichter: José María Sánchez Martínez                                    | | |                 |                                               |

## Supercopa de España 2021
Es trafen der Pokalsieger Real Sociedad und der Vizemeister FC Barcelona sowie der Meister Real Madrid und der unterlegende Pokalfinalist Athletic Bilbao aufeinander.

### Halbfinale
| Real Sociedad                                                 | Real Sociedad | FC Barcelona | FC Barcelona |
| ------------------------------------------------------------- | --- | --- | ------------ |
| Real Sociedad                                                 | \| 1. Halbfinale \| \| 13. Januar 2021 um 21 Uhr in Córdoba (Estadio Nuevo Arcángel) \| \| Ergebnis: 1:1 n. V. (1:1, 0:1), 2:3 i. E. \| \| Zuschauer: Unter Ausschluss der Öffentlichkeit \| \| Schiedsrichter: José Luis Munuera Montero \|                                                                                  | \| 1. Halbfinale \| \| 13. Januar 2021 um 21 Uhr in Córdoba (Estadio Nuevo Arcángel) \| \| Ergebnis: 1:1 n. V. (1:1, 0:1), 2:3 i. E. \| \| Zuschauer: Unter Ausschluss der Öffentlichkeit \| \| Schiedsrichter: José Luis Munuera Montero \|                                                                       | FC Barcelona |
| Real Sociedad                                                 | Álex Remiro – Andoni Gorosabel (91. Joseba Zaldúa), Igor Zubeldia, Robin Le Normand, Nacho Monreal – Jon Guridi (81. Ander Barrenetxea), Ander Guevara (106. Martín Zubimendi), Mikel Merino – Portu (103. Adnan Januzaj), Alexander Isak (91. Willian José, 120. Jon Bautista), Mikel Oyarzabal Cheftrainer: Imanol Alguacil | Marc-André ter Stegen – Óscar Mingueza (114. Júnior Firpo), Ronald Araújo, Clément Lenglet, Jordi Alba – Frenkie de Jong, Sergio Busquets (91. Miralem Pjanić) – Ousmane Dembélé, Pedri (91. Riqui Puig), Martin Braithwaite (78. Francisco Trincão) – Antoine Griezmann Cheftrainer: Ronald Koeman ( Niederlande) | FC Barcelona |
| Real Sociedad                                                 | 1:1 Mikel Oyarzabal (51., Handelfmeter) | 0:1 Frenkie de Jong (39.) | FC Barcelona |
| Real Sociedad                                                 | Elfmeterschießen | | FC Barcelona |
| Real Sociedad                                                 | Jon Bautista Mikel Oyarzabal Willian José 1:2 Mikel Merino 2:2 Adnan Januzaj | Frenkie de Jong 0:1 Ousmane Dembélé 0:2 Miralem Pjanić Antoine Griezmann 2:3 Riqui Puig | FC Barcelona |
| Real Sociedad                                                 | Robin Le Normand (58.) | Ousmane Dembélé (54.), Óscar Mingueza (97.) | FC Barcelona |
| 1. Halbfinale                                                 | | |              |
| 13. Januar 2021 um 21 Uhr in Córdoba (Estadio Nuevo Arcángel) | | |              |
| Ergebnis: 1:1 n. V. (1:1, 0:1), 2:3 i. E.                     | | |              |
| Zuschauer: Unter Ausschluss der Öffentlichkeit                | | |              |
| Schiedsrichter: José Luis Munuera Montero                     | | |              |

| Real Madrid                                               | Real Madrid | Athletic Bilbao | Athletic Bilbao |
| --------------------------------------------------------- | --- | --- | --------------- |
| Real Madrid                                               | \| 2. Halbfinale \| \| 14. Januar 2021 um 21 Uhr in Málaga (Estadio La Rosaleda) \| \| Ergebnis: 1:2 (0:2) \| \| Zuschauer: Unter Ausschluss der Öffentlichkeit \| \| Schiedsrichter: Juan Martínez Munuera \|                                                                    | \| 2. Halbfinale \| \| 14. Januar 2021 um 21 Uhr in Málaga (Estadio La Rosaleda) \| \| Ergebnis: 1:2 (0:2) \| \| Zuschauer: Unter Ausschluss der Öffentlichkeit \| \| Schiedsrichter: Juan Martínez Munuera \|                                                                            | Athletic Bilbao |
| Real Madrid                                               | Thibaut Courtois – Lucas Vázquez, Raphaël Varane (46. Nacho), Sergio Ramos , Ferland Mendy – Luka Modrić (68. Federico Valverde), Casemiro, Toni Kroos – Eden Hazard (67. Vinícius Júnior), Karim Benzema (88. Mariano), Marco Asensio Cheftrainer: Zinédine Zidane ( Frankreich) | Unai Simón – Ander Capa (68. Iñigo Lekue), Unai Núñez, Iñigo Martínez, Mikel Balenziaga (79. Jon Morcillo) – Óscar de Marcos, Unai Vencedor (68. Mikel Vesga), Dani García, Iker Muniain (71. Álex Berenguer) – Raúl García (79. Asier Villalibre), Iñaki Williams Cheftrainer: Marcelino | Athletic Bilbao |
| Real Madrid                                               | 1:2 Karim Benzema (73.) | 0:1 Raúl García (18.) 0:2 Raúl García (38., Foulelfmeter) | Athletic Bilbao |
| Real Madrid                                               | Lucas Vázquez (17.), Toni Kroos (83.) | Ander Capa (56.), Dani García (84.), Unai Simón (88.) | Athletic Bilbao |
| 2. Halbfinale                                             | | |                 |
| 14. Januar 2021 um 21 Uhr in Málaga (Estadio La Rosaleda) | | |                 |
| Ergebnis: 1:2 (0:2)                                       | | |                 |
| Zuschauer: Unter Ausschluss der Öffentlichkeit            | | |                 |
| Schiedsrichter: Juan Martínez Munuera                     | | |                 |

### Finale
| FC Barcelona                                                 | FC Barcelona | Athletic Bilbao | Athletic Bilbao | Aufstellung                                    |
| ------------------------------------------------------------ | --- | --- | --------------- | ---------------------------------------------- |
| FC Barcelona                                                 | \| 17. Januar 2021 um 21 Uhr in Sevilla (Estadio de La Cartuja) \| \| Ergebnis: 2:3 n. V. (2:2, 1:1) \| \| Zuschauer: Unter Ausschluss der Öffentlichkeit \| \| Schiedsrichter: Jesús Gil Manzano \| | \| 17. Januar 2021 um 21 Uhr in Sevilla (Estadio de La Cartuja) \| \| Ergebnis: 2:3 n. V. (2:2, 1:1) \| \| Zuschauer: Unter Ausschluss der Öffentlichkeit \| \| Schiedsrichter: Jesús Gil Manzano \| | Athletic Bilbao | Aufstellung FC Barcelona gegen Athletic Bilbao |
| FC Barcelona                                                 | Marc-André ter Stegen – Sergiño Dest (46. Óscar Mingueza), Ronald Araújo, Clément Lenglet (106. Francisco Trincão), Jordi Alba – Frenkie de Jong, Sergio Busquets (97. Riqui Puig), Pedri (88. Miralem Pjanić) – Ousmane Dembélé (88. Martin Braithwaite), Lionel Messi , Antoine Griezmann Cheftrainer: Ronald Koeman ( Niederlande) | Unai Simón – Ander Capa (81. Álex Berenguer), Yeray Álvarez, Iñigo Martínez (95. Unai Núñez), Mikel Balenziaga (83. Iñigo Lekue) – Óscar de Marcos, Unai Vencedor (81. Mikel Vesga), Dani García, Iker Muniain – Raúl García (83. Asier Villalibre), Iñaki Williams (106. Jon Morcillo) Cheftrainer: Marcelino | Athletic Bilbao | Aufstellung FC Barcelona gegen Athletic Bilbao |
| FC Barcelona                                                 | 1:0 Antoine Griezmann (40.) 2:1 Antoine Griezmann (77.) | 1:1 Óscar de Marcos (42.) 2:2 Asier Villalibre (90.) 2:3 Iñaki Williams (93.) | Athletic Bilbao | Aufstellung FC Barcelona gegen Athletic Bilbao |
| FC Barcelona                                                 | Clément Lenglet (11.), Jordi Alba (114.) | Dani García (67.), Asier Villalibre (109.), Jon Morcillo (106.) | Athletic Bilbao | Aufstellung FC Barcelona gegen Athletic Bilbao |
| FC Barcelona                                                 | Lionel Messi (120.+1') | | Athletic Bilbao | Aufstellung FC Barcelona gegen Athletic Bilbao |
| 17. Januar 2021 um 21 Uhr in Sevilla (Estadio de La Cartuja) | | |                 |                                                |
| Ergebnis: 2:3 n. V. (2:2, 1:1)                               | | |                 |                                                |
| Zuschauer: Unter Ausschluss der Öffentlichkeit               | | |                 |                                                |
| Schiedsrichter: Jesús Gil Manzano                            | | |                 |                                                |

## Supercopa de España 2022
Es trafen der Meister Atlético Madrid und der unterlegende Pokalfinalist Athletic Bilbao sowie in einer neuen Ausgabe des Clásico der Pokalsieger FC Barcelona und der Vizemeister Real Madrid aufeinander.

### Halbfinale
| FC Barcelona                                                                 | FC Barcelona | Real Madrid | Real Madrid |
| ---------------------------------------------------------------------------- | --- | --- | ----------- |
| FC Barcelona                                                                 | \| 1. Halbfinale \| \| 12. Januar 2022 um 20:00 Uhr in Dschidda (King Abdullah Sports City Stadium) \| \| Ergebnis: 2:3 n. V. (1:1, 2:2) \| \| Schiedsrichter: José Luis Munuera Montero (Andalusien) \|                                                                                    | \| 1. Halbfinale \| \| 12. Januar 2022 um 20:00 Uhr in Dschidda (King Abdullah Sports City Stadium) \| \| Ergebnis: 2:3 n. V. (1:1, 2:2) \| \| Schiedsrichter: José Luis Munuera Montero (Andalusien) \|                                                                             | Real Madrid |
| FC Barcelona                                                                 | Marc-André ter Stegen – Dani Alves (78. Nico), Ronald Araújo, Gerard Piqué, Jordi Alba – Gavi (78. Memphis Depay), Sergio Busquets , Frenkie de Jong (46. Pedri) – Ferran Torres (46. Abde Ezzalzouli, 110. Ferran Jutglà), Luuk de Jong (66. Ansu Fati), Ousmane Dembélé Cheftrainer: Xavi | Thibaut Courtois – Dani Carvajal (90. Lucas Vázquez), Éder Militão, Nacho, Ferland Mendy – Luka Modrić (83. Federico Valverde), Casemiro, Toni Kroos – Marco Asensio (68. Rodrygo), Karim Benzema , Vinícius Júnior (110. Eduardo Camavinga) Cheftrainer: Carlo Ancelotti ( Italien) | Real Madrid |
| FC Barcelona                                                                 | 1:1 Luuk de Jong (41.) 2:2 Ansu Fati (83.) | 0:1 Vinícius Júnior (25.) 1:2 Karim Benzema (72.) 2:3 Federico Valverde (98.) | Real Madrid |
| FC Barcelona                                                                 | Ferrán Torres (23.), Dani Alves (51.) | Casemiro (75.), Federico Valverde (99.) | Real Madrid |
| 1. Halbfinale                                                                | | |             |
| 12. Januar 2022 um 20:00 Uhr in Dschidda (King Abdullah Sports City Stadium) | | |             |
| Ergebnis: 2:3 n. V. (1:1, 2:2)                                               | | |             |
| Schiedsrichter: José Luis Munuera Montero (Andalusien)                       | | |             |

| Atlético Madrid                                                              | Atlético Madrid | Athletic Bilbao | Athletic Bilbao |
| ---------------------------------------------------------------------------- | --- | --- | --------------- |
| Atlético Madrid                                                              | \| 2. Halbfinale \| \| 13. Januar 2022 um 20:00 Uhr in Dschidda (King Abdullah Sports City Stadium) \| \| Ergebnis: 1:2 (0:0) \| \| Schiedsrichter: Guillermo Cuadra Fernández (Balearische Inseln) \| | \| 2. Halbfinale \| \| 13. Januar 2022 um 20:00 Uhr in Dschidda (King Abdullah Sports City Stadium) \| \| Ergebnis: 1:2 (0:0) \| \| Schiedsrichter: Guillermo Cuadra Fernández (Balearische Inseln) \|                                                                     | Athletic Bilbao |
| Atlético Madrid                                                              | Jan Oblak – Šime Vrsaljko, José María Giménez, Mario Hermoso – Geoffrey Kondogbia (51. Rodrigo de Paul) – Marcos Llorente (46. Renan Lodi), Koke (84. Héctor Herrera), Thomas Lemar (85. Matheus Cunha), Yannick Carrasco – Ángel Correa (87. Luis Suárez), João Félix Cheftrainer: Diego Simeone ( Argentinien) | Unai Simón – Óscar de Marcos, Yeray Álvarez, Iñigo Martínez, Mikel Balenziaga (75. Yuri Berchiche) – Álex Berenguer (70. Nico Williams), Oier Zarraga (70. Mikel Vesga), Dani García, Iker Muniain – Oihan Sancet (70. Raúl García), Iñaki Williams Cheftrainer: Marcelino | Athletic Bilbao |
| Atlético Madrid                                                              | 1:0 Unai Simón (62., Eigentor) | 1:1 Yeray Álvarez (77.) 1:2 Nico Williams (81.) | Athletic Bilbao |
| Atlético Madrid                                                              | Šime Vrsaljko (90.+1') | Iñigo Martínez (83.), Mikel Vesga (90.), Iñaki Williams (90.+1') | Athletic Bilbao |
| Atlético Madrid                                                              | José María Giménez (90.+4') | | Athletic Bilbao |
| 2. Halbfinale                                                                | | |                 |
| 13. Januar 2022 um 20:00 Uhr in Dschidda (King Abdullah Sports City Stadium) | | |                 |
| Ergebnis: 1:2 (0:0)                                                          | | |                 |
| Schiedsrichter: Guillermo Cuadra Fernández (Balearische Inseln)              | | |                 |

### Finale
| Athletic Bilbao                                           | Athletic Bilbao | Real Madrid | Real Madrid | Aufstellung                                   |
| --------------------------------------------------------- | --- | --- | ----------- | --------------------------------------------- |
| Athletic Bilbao                                           | \| 16. Januar 2022 um 19:30 Uhr in Riad (König-Fahd-Stadion) \| \| Ergebnis: 0:2 (0:1) \| \| Zuschauer: 30.000 \| \| Schiedsrichter: César Soto Grado (La Rioja) \| | \| 16. Januar 2022 um 19:30 Uhr in Riad (König-Fahd-Stadion) \| \| Ergebnis: 0:2 (0:1) \| \| Zuschauer: 30.000 \| \| Schiedsrichter: César Soto Grado (La Rioja) \|                                                                                    | Real Madrid | Aufstellung Athletic Bilbao gegen Real Madrid |
| Athletic Bilbao                                           | Unai Simón – Óscar de Marcos, Yeray Álvarez, Iñigo Martínez, Mikel Balenziaga (58. Yuri Berchiche) – Álex Berenguer (46. Nico Williams), Dani García, Oier Zarraga (58. Mikel Vesga), Iker Muniain (81. Nico Serrano) – Oihan Sancet (58. Raúl García), Iñaki Williams Cheftrainer: Marcelino | Thibaut Courtois – Lucas Vázquez (90.+1' Nacho), Éder Militão, David Alaba, Ferland Mendy – Toni Kroos, Casemiro, Luka Modrić – Rodrygo (64. Federico Valverde), Karim Benzema , Vinícius Júnior (86. Marcelo) Cheftrainer: Carlo Ancelotti ( Italien) | Real Madrid | Aufstellung Athletic Bilbao gegen Real Madrid |
| Athletic Bilbao                                           | 0:1 Luka Modrić (38.) 0:2 Karim Benzema (52., Handelfmeter) | | Real Madrid | Aufstellung Athletic Bilbao gegen Real Madrid |
| Athletic Bilbao                                           | Dani García (77.), Yeray Álvarez (90.) | | Real Madrid | Aufstellung Athletic Bilbao gegen Real Madrid |
| Athletic Bilbao                                           | Éder Militão (87.) | | Real Madrid | Aufstellung Athletic Bilbao gegen Real Madrid |
| Athletic Bilbao                                           | Courtois hält Foulelfmeter von Raúl García (89.) | | Real Madrid | Aufstellung Athletic Bilbao gegen Real Madrid |
| 16. Januar 2022 um 19:30 Uhr in Riad (König-Fahd-Stadion) | | |             |                                               |
| Ergebnis: 0:2 (0:1)                                       | | |             |                                               |
| Zuschauer: 30.000                                         | | |             |                                               |
| Schiedsrichter: César Soto Grado (La Rioja)               | | |             |                                               |

## Supercopa de España 2023
Es trafen der Meister Real Madrid und der unterlegene Pokalfinalist FC Valencia sowie der Pokalsieger Betis Sevilla und der Vizemeister FC Barcelona aufeinander.

### Halbfinale
| Real Madrid                                               | Real Madrid | FC Valencia | FC Valencia |
| --------------------------------------------------------- | --- | --- | ----------- |
| Real Madrid                                               | \| 1. Halbfinale \| \| 11. Januar 2023 um 20:00 Uhr in Riad (König-Fahd-Stadion) \| \| Ergebnis: 1:1 n. V. (1:1, 1:0), 4:3 i. E. \| \| Zuschauer: 50.492 \| \| Schiedsrichter: Alejandro Hernández Hernández \| \| Spielbericht \|                                                                                  | \| 1. Halbfinale \| \| 11. Januar 2023 um 20:00 Uhr in Riad (König-Fahd-Stadion) \| \| Ergebnis: 1:1 n. V. (1:1, 1:0), 4:3 i. E. \| \| Zuschauer: 50.492 \| \| Schiedsrichter: Alejandro Hernández Hernández \| \| Spielbericht \|                                                                                  | FC Valencia |
| Real Madrid                                               | Thibaut Courtois – Lucas Vázquez ( 68. Dani Carvajal), Éder Militão ( 74. Ferland Mendy), Antonio Rüdiger, Nacho – Federico Valverde ( 105. Dani Ceballos), Toni Kroos, Eduardo Camavinga ( 46. Luka Modrić) – Rodrygo ( 84. Marco Asensio), Karim Benzema, Vinícius Júnior Cheftrainer: Carlo Ancelotti ( Italien) | Giorgi Mamardaschwili – Thierry Correia, Eray Cömert, Cenk Özkacar, José Gayà – Toni Lato ( 95. Ilaix Moriba), Yunus Musah ( 95. Dimitri Foulquier), André Almeida ( 115. Hugo Guillamón), Justin Kluivert ( 73. Hugo Duro) – Samuel Lino ( 82. Fran Pérez), Edinson Cavani Cheftrainer: Gennaro Gattuso ( Italien) | FC Valencia |
| Real Madrid                                               | 1:0 Karim Benzema (39., Foulelfmeter) | 1:1 Samuel Lino (46.) | FC Valencia |
| Real Madrid                                               | Elfmeterschießen | | FC Valencia |
| Real Madrid                                               | 1:1 Karim Benzema 2:1 Luka Modrić 3:2 Toni Kroos 4:3 Marco Asensio | 0:1 Edinson Cavani Eray Cömert 2:2 Ilaix Moriba 3:3 Hugo Guillamón José Gayà | FC Valencia |
| Real Madrid                                               | Camavinga (28.), Nacho (109.) | Kluivert (31.), Cömert (38.), Cavani (92.), Almeida (99.) | FC Valencia |
| 1. Halbfinale                                             | | |             |
| 11. Januar 2023 um 20:00 Uhr in Riad (König-Fahd-Stadion) | | |             |
| Ergebnis: 1:1 n. V. (1:1, 1:0), 4:3 i. E.                 | | |             |
| Zuschauer: 50.492                                         | | |             |
| Schiedsrichter: Alejandro Hernández Hernández             | | |             |
| Spielbericht                                              | | |             |

| Betis Sevilla                                             | Betis Sevilla | FC Barcelona | FC Barcelona |
| --------------------------------------------------------- | --- | --- | ------------ |
| Betis Sevilla                                             | \| 12. Januar 2023 um 20:00 Uhr in Riad (König-Fahd-Stadion) \| \| Ergebnis: 2:2 n. V. (1:1, 0:1), 2:4 i. E. \| \| Zuschauer: 38.629 \| \| Schiedsrichter: Carlos del Cerro Grande \| | \| 12. Januar 2023 um 20:00 Uhr in Riad (König-Fahd-Stadion) \| \| Ergebnis: 2:2 n. V. (1:1, 0:1), 2:4 i. E. \| \| Zuschauer: 38.629 \| \| Schiedsrichter: Carlos del Cerro Grande \| | FC Barcelona |
| Betis Sevilla                                             | Claudio Bravo – Aitor Ruibal ( 79. Youssouf Sabaly), Germán Pezzella, Luiz Felipe, Juan Miranda – Guido Rodríguez ( 86. Andrés Guardado), Sergio Canales ( 46. William Carvalho) – Luiz Henrique, Nabil Fekir ( 91. Loren Morón), Rodri ( 79. Juanmi) – Borja Iglesias ( 67. Willian José) Cheftrainer: Manuel Pellegrini ( Chile) | Marc-André ter Stegen – Sergi Roberto ( 78. Andreas Christensen), Ronald Araújo, Jules Koundé, Jordi Alba ( 79. Marcos Alonso) – Gavi ( 96. Franck Kessié), Frenkie de Jong ( 63. Sergio Busquets), Pedri – Raphinha ( 86. Ansu Fati), Robert Lewandowski, Ousmane Dembélé ( 63. Ferran Torres) Cheftrainer: Xavi | FC Barcelona |
| Betis Sevilla                                             | 1:1 Nabil Fekir (77.) 2:2 Loren Morón (101.) | 0:1 Robert Lewandowski (40.) 1:2 Ansu Fati (93.) | FC Barcelona |
| Betis Sevilla                                             | Elfmeterschießen | | FC Barcelona |
| Betis Sevilla                                             | 1:0 Willian José 2:1 Loren Morón Juanmi William Carvalho | 1:1 Robert Lewandowski 2:2 Franck Kessié 2:3 Ansu Fati 2:4 Pedri | FC Barcelona |
| Betis Sevilla                                             | Fekir (48.), Henrique (68.), Rodríguez (79.), Miranda (92.), Guardado (112.) | Roberto (60.), Raphinha (73.) | FC Barcelona |
| Betis Sevilla                                             | Guardado (118.) | | FC Barcelona |
| 12. Januar 2023 um 20:00 Uhr in Riad (König-Fahd-Stadion) | | |              |
| Ergebnis: 2:2 n. V. (1:1, 0:1), 2:4 i. E.                 | | |              |
| Zuschauer: 38.629                                         | | |              |
| Schiedsrichter: Carlos del Cerro Grande                   | | |              |

### Finale
| Real Madrid                                               | Real Madrid | FC Barcelona | FC Barcelona | Aufstellung                                |
| --------------------------------------------------------- | --- | --- | ------------ | ------------------------------------------ |
| Real Madrid                                               | \| 15. Januar 2023 um 20:00 Uhr in Riad (König-Fahd-Stadion) \| \| Ergebnis: 1:3 (0:2) \| \| Zuschauer: 57.340 \| \| Schiedsrichter: Ricardo de Burgos Bengoetxea \| | \| 15. Januar 2023 um 20:00 Uhr in Riad (König-Fahd-Stadion) \| \| Ergebnis: 1:3 (0:2) \| \| Zuschauer: 57.340 \| \| Schiedsrichter: Ricardo de Burgos Bengoetxea \| | FC Barcelona | Aufstellung Real Madrid gegen FC Barcelona |
| Real Madrid                                               | Thibaut Courtois – Dani Carvajal ( 72. Nacho), Éder Militão, Antonio Rüdiger, Ferland Mendy – Luka Modrić ( 65. Dani Ceballos), Toni Kroos ( 72. Marco Asensio), Eduardo Camavinga ( 46. Rodrygo) – Federico Valverde, Karim Benzema , Vinícius Júnior Cheftrainer: Carlo Ancelotti ( Italien) | Marc-André ter Stegen – Ronald Araújo ( 86. Eric García), Jules Koundé, Andreas Christensen, Alejandro Balde – Frenkie de Jong ( 87. Franck Kessié), Sergio Busquets , Gavi ( 89. Ansu Fati) – Ousmane Dembélé ( 78. Raphinha), Robert Lewandowski, Pedri ( 90. Sergi Roberto) Cheftrainer: Xavi | FC Barcelona | Aufstellung Real Madrid gegen FC Barcelona |
| Real Madrid                                               | 1:3 Karim Benzema (90.+3') | 0:1 Gavi (33.) 0:2 Robert Lewandowski (45.) 0:3 Pedri (69.) | FC Barcelona | Aufstellung Real Madrid gegen FC Barcelona |
| Real Madrid                                               | Mendy (32.), Valverde (82.) | Christensen (49.), Araújo (68.) | FC Barcelona | Aufstellung Real Madrid gegen FC Barcelona |
| 15. Januar 2023 um 20:00 Uhr in Riad (König-Fahd-Stadion) | | |              |                                            |
| Ergebnis: 1:3 (0:2)                                       | | |              |                                            |
| Zuschauer: 57.340                                         | | |              |                                            |
| Schiedsrichter: Ricardo de Burgos Bengoetxea              | | |              |                                            |

## Supercopa de España 2024
Es treffen der Meister FC Barcelona und der unterlegene Pokalfinalist CA Osasuna sowie der Pokalsieger und Vizemeister Real Madrid und der Dritte Atlético Madrid aufeinander.

### Halbfinale
| Real Madrid                                        | Real Madrid | Atlético Madrid | Atlético Madrid |
| -------------------------------------------------- | --- | --- | --------------- |
| Real Madrid                                        | \| 1. Halbfinale \| \| 10. Januar 2024 um 20:00 Uhr in Riad (KSU Stadium) \| \| Ergebnis: 5:3 n. V. (3:3, 2:2) \| \| Zuschauer: 23.932 \| \| Schiedsrichter: Javier Alberola Rojas \| | \| 1. Halbfinale \| \| 10. Januar 2024 um 20:00 Uhr in Riad (KSU Stadium) \| \| Ergebnis: 5:3 n. V. (3:3, 2:2) \| \| Zuschauer: 23.932 \| \| Schiedsrichter: Javier Alberola Rojas \| | Atlético Madrid |
| Real Madrid                                        | Kepa – Dani Carvajal, Antonio Rüdiger, Nacho , Ferland Mendy (81. Eduardo Camavinga) – Federico Valverde (112. Arda Güler), Aurélien Tchouaméni (82. Brahim Díaz), Luka Modrić (67. Toni Kroos) – Jude Bellingham – Rodrygo (106. Dani Ceballos), Vinícius Júnior (106. Joselu) Cheftrainer: Carlo Ancelotti ( Italien) | Jan Oblak – Stefan Savić, José María Giménez, Mario Hermoso – Marcos Llorente (106. César Azpilicueta), Rodrigo de Paul (90. Axel Witsel), Koke (104. Javi Galán), Saúl Ñíguez (67. Nahuel Molina), Samuel Lino (67. Rodrigo Riquelme) – Álvaro Morata (91. Ángel Correa), Antoine Griezmann Cheftrainer: Diego Simeone ( Argentinien) | Atlético Madrid |
| Real Madrid                                        | 1:1 Antonio Rüdiger (20.) 2:1 Ferland Mendy (29.) 3:3 Dani Carvajal (85.) 4:3 Joselu (116.) 5:3 Brahim Díaz (120.+2') | 0:1 Mario Hermoso (7.) 2:2 Antoine Griezmann (37.) 2:3 Antonio Rüdiger (78., Eigentor) | Atlético Madrid |
| Real Madrid                                        | Brahim Díaz (120.+2') | | Atlético Madrid |
| 1. Halbfinale                                      | | |                 |
| 10. Januar 2024 um 20:00 Uhr in Riad (KSU Stadium) | | |                 |
| Ergebnis: 5:3 n. V. (3:3, 2:2)                     | | |                 |
| Zuschauer: 23.932                                  | | |                 |
| Schiedsrichter: Javier Alberola Rojas              | | |                 |

Vor dem Match wurde eine Schweigeminute zum Gedenken an Franz Beckenbauer abgehalten. Hierbei kam es zu einem Eklat, als Teile des Publikums die Gedenkminute niederpfiffen.
| FC Barcelona                                       | FC Barcelona | CA Osasuna | CA Osasuna |
| -------------------------------------------------- | --- | --- | ---------- |
| FC Barcelona                                       | \| 2. Halbfinale \| \| 11. Januar 2024 um 20:00 Uhr in Riad (KSU Stadium) \| \| Ergebnis: 2:0 (0:0) \| \| Zuschauer: 23.932 \| \| Schiedsrichter: Alejandro Muñiz Ruiz \|                                                                       | \| 2. Halbfinale \| \| 11. Januar 2024 um 20:00 Uhr in Riad (KSU Stadium) \| \| Ergebnis: 2:0 (0:0) \| \| Zuschauer: 23.932 \| \| Schiedsrichter: Alejandro Muñiz Ruiz \| | CA Osasuna |
| FC Barcelona                                       | Iñaki Peña – Jules Koundé, Ronald Araújo, Andreas Christensen, Alejandro Balde – Sergi Roberto (61. Pedri), Frenkie de Jong, İlkay Gündoğan – Raphinha (42. Lamine Yamal), Robert Lewandowski, Ferran Torres (61. João Félix) Cheftrainer: Xavi | Sergio Herrera – Alejandro Catena, David García , Juan Cruz (85. Kike Barja) – Jesús Areso, Iker Muñoz (69. Jon Moncayola), Aimar Oroz, Rubén Peña (78. Johan Mojica) – Moi Gómez (85. Rubén García), José Arnáiz (69. Raúl García) – Ante Budimir Cheftrainer: Jagoba Arrasate | CA Osasuna |
| FC Barcelona                                       | 1:0 Robert Lewandowski (59.) 2:0 Lamine Yamal (90.+3') | | CA Osasuna |
| FC Barcelona                                       | Catena (32.), Muñoz (39.), Arnáiz (56.) | | CA Osasuna |
| 2. Halbfinale                                      | | |            |
| 11. Januar 2024 um 20:00 Uhr in Riad (KSU Stadium) | | |            |
| Ergebnis: 2:0 (0:0)                                | | |            |
| Zuschauer: 23.932                                  | | |            |
| Schiedsrichter: Alejandro Muñiz Ruiz               | | |            |

### Finale
| Real Madrid                                        | Real Madrid | FC Barcelona | FC Barcelona | Aufstellung                                |
| -------------------------------------------------- | --- | --- | ------------ | ------------------------------------------ |
| Real Madrid                                        | \| 14. Januar 2024 um 20:00 Uhr in Riad (KSU Stadium) \| \| Ergebnis: 4:1 (3:1) \| \| Zuschauer: 23.977 \| \| Schiedsrichter: Juan Martínez Munuera \| \| Spielbericht \| | \| 14. Januar 2024 um 20:00 Uhr in Riad (KSU Stadium) \| \| Ergebnis: 4:1 (3:1) \| \| Zuschauer: 23.977 \| \| Schiedsrichter: Juan Martínez Munuera \| \| Spielbericht \|                                                                              | FC Barcelona | Aufstellung Real Madrid gegen FC Barcelona |
| Real Madrid                                        | Andrij Lunin – Dani Carvajal, Antonio Rüdiger, Nacho , Ferland Mendy – Federico Valverde ( 86. Dani Ceballos), Aurélien Tchouaméni, Toni Kroos ( 81. Luka Modrić) – Jude Bellingham ( 86. Joselu) – Rodrygo ( 77. Brahim Díaz), Vinícius Júnior ( 82. Eduardo Camavinga) Cheftrainer: Carlo Ancelotti ( Italien) | Iñaki Peña – Jules Koundé, Ronald Araújo, Andreas Christensen, Alejandro Balde – Sergi Roberto ( 61. Fermín López), Pedri ( 61. Lamine Yamal), Frenkie de Jong, İlkay Gündoğan – Robert Lewandowski, Ferran Torres ( 61. João Félix) Cheftrainer: Xavi | FC Barcelona | Aufstellung Real Madrid gegen FC Barcelona |
| Real Madrid                                        | 1:0 Vinícius Júnior (7.) 2:0 Vinícius Júnior (10.) 3:1 Vinícius Júnior (39., Foulelfmeter) 4:1 Rodrygo (64.) | 2:1 Robert Lewandowski (33.) | FC Barcelona | Aufstellung Real Madrid gegen FC Barcelona |
| Real Madrid                                        | Bellingham (43.), Rüdiger (62.) | Araujo (37.), Sergi Roberto (40.) | FC Barcelona | Aufstellung Real Madrid gegen FC Barcelona |
| Real Madrid                                        | Araujo (71.) | | FC Barcelona | Aufstellung Real Madrid gegen FC Barcelona |
| 14. Januar 2024 um 20:00 Uhr in Riad (KSU Stadium) | | |              |                                            |
| Ergebnis: 4:1 (3:1)                                | | |              |                                            |
| Zuschauer: 23.977                                  | | |              |                                            |
| Schiedsrichter: Juan Martínez Munuera              | | |              |                                            |
| Spielbericht                                       | | |              |                                            |

## Supercopa de España 2025
Es treffen der Meister Real Madrid und der unterlegene Pokalfinalist RCD Mallorca, sowie der Pokalsieger Athletic Bilbao und Vizemeister FC Barcelona aufeinander.

### Halbfinale
| Athletic Bilbao                                                  | Athletic Bilbao | FC Barcelona | FC Barcelona |
| ---------------------------------------------------------------- | --- | --- | ------------ |
| Athletic Bilbao                                                  | \| 1. Halbfinale \| \| 8. Januar 2025 um 20 Uhr in Dschidda (King Abdullah Sports City) \| \| Ergebnis: 0:2 (0:1) \| \| Zuschauer: 42.000 \| \| Schiedsrichter: Miguel Ángel Ortiz Arias (Madrid) \| | \| 1. Halbfinale \| \| 8. Januar 2025 um 20 Uhr in Dschidda (King Abdullah Sports City) \| \| Ergebnis: 0:2 (0:1) \| \| Zuschauer: 42.000 \| \| Schiedsrichter: Miguel Ángel Ortiz Arias (Madrid) \| | FC Barcelona |
| Athletic Bilbao                                                  | Unai Simón − Iñigo Lekue ( 63. Óscar de Marcos), Dani Vivian, Aitor Paredes, Yuri Berchiche − Beñat Prados ( 63. Mikel Vesga), Mikel Jaureguizar − Iñaki Williams , Unai Gómez ( 80. Álvaro Djaló), Álex Berenguer ( 73. Nico Serrano) − Gorka Guruzeta ( 63. Nico Williams) Cheftrainer: Ernesto Valverde | Wojciech Szczęsny − Jules Koundé, Pau Cubarsí, Iñigo Martínez, Alejandro Balde ( 83. Gerard Martín) − Marc Casadó ( 83. Eric García), Pedri − Lamine Yamal ( 63. Fermín López), Gavi ( 73. Frenkie de Jong), Raphinha – Robert Lewandowski ( 73. Ferran Torres) Cheftrainer: Hansi Flick ( Deutschland) | FC Barcelona |
| Athletic Bilbao                                                  | 0:1 Gavi (17.) 0:2 Lamine Yamal (52.) | | FC Barcelona |
| Athletic Bilbao                                                  | Álex Berenguer (50.) | Jules Koundé (75.) | FC Barcelona |
| 1. Halbfinale                                                    | | |              |
| 8. Januar 2025 um 20 Uhr in Dschidda (King Abdullah Sports City) | | |              |
| Ergebnis: 0:2 (0:1)                                              | | |              |
| Zuschauer: 42.000                                                | | |              |
| Schiedsrichter: Miguel Ángel Ortiz Arias (Madrid)                | | |              |

| Real Madrid                                                      | Real Madrid | RCD Mallorca | RCD Mallorca |
| ---------------------------------------------------------------- | --- | --- | ------------ |
| Real Madrid                                                      | \| 2. Halbfinale \| \| 9. Januar 2025 um 20 Uhr in Dschidda (King Abdullah Sports City) \| \| Ergebnis: 3:0 (0:0) \| \| Zuschauer: 62.242 \| \| Schiedsrichter: Ricardo de Burgos Bengoetxea (Baskenland) \|                                                                                  | \| 2. Halbfinale \| \| 9. Januar 2025 um 20 Uhr in Dschidda (King Abdullah Sports City) \| \| Ergebnis: 3:0 (0:0) \| \| Zuschauer: 62.242 \| \| Schiedsrichter: Ricardo de Burgos Bengoetxea (Baskenland) \|                                                                                              | RCD Mallorca |
| Real Madrid                                                      | Thibaut Courtois − Lucas Vázquez , Aurélien Tchouaméni ( 55. Raúl Asencio), Antonio Rüdiger, Ferland Mendy − Federico Valverde ( 75. Dani Ceballos), Eduardo Camavinga − Rodrygo, Jude Bellingham, Vinícius Júnior ( 88. Brahim Díaz) − Kylian Mbappé Cheftrainer: Carlo Ancelotti ( Italien) | Dominik Greif − Pablo Maffeo, Martin Valjent, Antonio Raíllo ( 34. José Manuel Copete), Johan Mojica − Sergi Darder ( 71. Takuma Asano), Omar Mascarell, Manu Morlanes ( 70. Samú Costa), Dani Rodríguez ( 81. Abdón Prats) − Cyle Larin ( 70. Robert Navarro), Vedat Muriqi Cheftrainer: Jagoba Arrasate | RCD Mallorca |
| Real Madrid                                                      | 1:0 Jude Bellingham (63.) 2:0 Martin Valjent (90.+2', Eigentor) 3:0 Rodrygo (90.+5') | | RCD Mallorca |
| Real Madrid                                                      | Jude Bellingham (66.), Eduardo Camavinga (74.) | | RCD Mallorca |
| 2. Halbfinale                                                    | | |              |
| 9. Januar 2025 um 20 Uhr in Dschidda (King Abdullah Sports City) | | |              |
| Ergebnis: 3:0 (0:0)                                              | | |              |
| Zuschauer: 62.242                                                | | |              |
| Schiedsrichter: Ricardo de Burgos Bengoetxea (Baskenland)        | | |              |

### Finale
| FC Barcelona                                                      | FC Barcelona | Real Madrid | Real Madrid | Aufstellung                                |
| ----------------------------------------------------------------- | --- | --- | ----------- | ------------------------------------------ |
| FC Barcelona                                                      | \| 12. Januar 2025 um 20 Uhr in Dschidda (King Abdullah Sports City) \| \| Ergebnis: 5:2 (4:1) \| \| Zuschauer: 60.000 \| \| Schiedsrichter: Jesús Gil Manzano (Extremadura) \| \| Spielbericht \|                                                                           | \| 12. Januar 2025 um 20 Uhr in Dschidda (King Abdullah Sports City) \| \| Ergebnis: 5:2 (4:1) \| \| Zuschauer: 60.000 \| \| Schiedsrichter: Jesús Gil Manzano (Extremadura) \| \| Spielbericht \| | Real Madrid | Aufstellung FC Barcelona gegen Real Madrid |
| FC Barcelona                                                      | Wojciech Szczęsny − Jules Koundé, Pau Cubarsí, Iñigo Martínez ( 22. Ronald Araújo), Alejandro Balde − Marc Casadó, Pedri − Lamine Yamal ( 59. Dani Olmo), Gavi ( 59. Iñaki Peña), Raphinha ( 79. Ferran Torres) – Robert Lewandowski Cheftrainer: Hansi Flick ( Deutschland) | Thibaut Courtois − Lucas Vázquez ( 52. Raúl Asencio), Aurélien Tchouaméni ( 64. Luka Modrić), Antonio Rüdiger, Ferland Mendy ( 75. Fran García) − Federico Valverde, Eduardo Camavinga ( 46. Dani Ceballos) − Rodrygo, Jude Bellingham, Vinícius Júnior ( 76. Brahim Díaz) − Kylian Mbappé Cheftrainer: Carlo Ancelotti ( Italien) | Real Madrid | Aufstellung FC Barcelona gegen Real Madrid |
| FC Barcelona                                                      | 1:1 Lamine Yamal (22.) 2:1 Robert Lewandowski (36., Foulelfmeter) 3:1 Raphinha (39.) 4:1 Alejandro Balde (45.+10') 5:1 Raphinha (48.) | 0:1 Kylian Mbappé (5.) 5:2 Rodrygo (60.) | Real Madrid | Aufstellung FC Barcelona gegen Real Madrid |
| FC Barcelona                                                      | Iñigo Martínez (45.+9'), Robert Lewandowski (77.), Ronald Araújo (87.), Raphinha (89.) | Eduardo Camavinga (35.), Antonio Rüdiger (53.), Vinícius Júnior (55.), Aurélien Tchouaméni (62.), Raúl Asencio (77.) | Real Madrid | Aufstellung FC Barcelona gegen Real Madrid |
| FC Barcelona                                                      | Wojciech Szczęsny (56.) | | Real Madrid | Aufstellung FC Barcelona gegen Real Madrid |
| 12. Januar 2025 um 20 Uhr in Dschidda (King Abdullah Sports City) | | |             |                                            |
| Ergebnis: 5:2 (4:1)                                               | | |             |                                            |
| Zuschauer: 60.000                                                 | | |             |                                            |
| Schiedsrichter: Jesús Gil Manzano (Extremadura)                   | | |             |                                            |
| Spielbericht                                                      | | |             |                                            |